# Język górnołużycki
Język górnołużycki (górnołuż. hornjoserbšćina) – jeden z dwóch języków łużyckich, którym posługują się Serbołużyczanie na niewielkim obszarze wokół Budziszyna we wschodniej części Niemiec (kraina historyczna Łużyce Górne). Wraz z językiem dolnołużyckim należy do podgrupy łużyckiej języków zachodniosłowiańskich. Liczba użytkowników języka wynosi około 20 tysięcy.
Język górnołużycki odróżnia się od najbliższego mu języka dolnołużyckiego (razem z którym tworzy podgrupę łużycką języków zachodniosłowiańskich) na wszystkich płaszczyznach języka, m.in. fonetycznej, morfologicznej i słownikowej. Jednocześnie oba języki łączy szereg cech wspólnych, decydujących o ich odrębności od innych języków zachodniosłowiańskich: zachowanie liczby podwójnej, obecność prostych form czasu przeszłego czasowników, dużo większy niż w pozostałych językach udział germanizmów w zasobie słownym. Szereg cech łączy język górnołużycki z językami lechickimi, wiele cech decyduje także o jego podobieństwie do języków podgrupy czesko-słowackiej.
Współcześnie język górnołużycki jest nie tylko językiem kontaktów domowych (w odmianach lokalnych), jego ustandaryzowana postać pełni bowiem funkcję języka literackiego w oświacie, mediach, nauce itd. W porównaniu z językiem dolnołużyckim opisywany język ma większą liczbę użytkowników, charakteryzuje się bardziej konserwatywną normą literacką i lepszym wypracowaniem stylistycznym. Niemniej jednak liczba użytkowników języka górnołużyckiego stale się zmniejsza, posługują się nim zazwyczaj przedstawiciele starszego pokolenia Serbów Łużyckich, przy czym głównym środkiem komunikacji jest dla nich nie dialekt literacki, a jedna z gwar lokalnych (które zachowały się najlepiej w rejonach Górnych Łużyc zamieszkanych przez katolików).
Piśmiennictwo ukształtowało się na bazie alfabetu łacińskiego, pierwsze świadectwa pisemne w języku górnołużyckim pochodzą z XVI wieku. Najstarszym zachowanym tekstem w języku górnołużyckim jest licząca 65 słów rota przyrzeczenia mieszczan budziszyńskich z 1532 roku.

## Klasyfikacja
Wysuwane były trzy punkty widzenia na miejsce języka górnołużyckiego i dolnołużyckiego w klasyfikacji języków słowiańskich:
- Wchodzą one w skład grupy czesko-słowackiej (opinia wyrażona przez Augusta Schleichera);
- Są one zbliżone do języków lechickich (opinia wyrażona przez J. Baudouina de Courtenay, popierali ją również Witold Taszycki, Zdzisław Stieber, Jerzy Nalepa). Podstawowe argumenty na poparcie tej tezy: prawie identyczne rezultaty metatezy spółgłosek płynnych, analogiczny charakter rozwoju grup *TṛT, przejście *e > *o, *ṛ’ > *ṛ, *ḷ’ > *ḷ przed kolejną spółgłoską zębową, silna palatalizacja spółgłosek przed samogłoskami przednimi, charakterystyczna zarówno dla języków lechickich, jak i łużyckich[7];
- Tworzą one odrębną podgrupę języków zachodniosłowiańskich (opinia wyrażona przez Stefana Ramułta, popierał ją Friedrich Lorentz). Arnošt Muka nazywał języki łużyckie mostem do języka polskiego – dla którego bliższy jest język dolnołużycki – oraz czeskiego, z którym więcej cech wspólnych ma język górnołużycki[8].

Dominującym poglądem we współczesnym językoznawstwie jest klasyfikacja języków łużyckich jako samodzielnej podgrupy języków zachodniosłowiańskich.
Sporne jest zagadnienie wzajemnych relacji między kodem górnołużyckim oraz dolnołużyckim – czy są one dwoma odrębnymi językami czy też może dwoma wariantami języka serbołużyckiego. Pierwszy punkt widzenia reprezentuje Heinz Schuster-Šewc, inni badacze, tacy jak Helmut Faska wraz z większością łużyckich lingwistów, rozpatrują serbołużycki jako jeden język, dzielący się na dwie grupy dialektów, na bazie których powstały dwie różne normy literackie: górnołużycka oraz dolnołużycka.
Analogicznie – dyskusyjna jest kwestia istnienia domniemanego języka prałużyckiego. Dominują dwa poglądy na to zagadnienie:
- Nie istniał żaden język prałużycki, oba języki łużyckie istniały niezależnie od siebie aż do czasu, gdy zetknęły się ze sobą oba łużyckie masywy osadnicze, oddzielone do tej pory pasem lasów i mokradeł (Z. Stieber, O. Trubaczow[13]);
- Język prałużycki istniał, ponieważ można zaobserwować liczne innowacje językowe, wspólne dla obu języków łużyckich.

## Geografia

Zasięg języków łużyckich w Niemczech

### Zasięg i dane liczbowe
Ogólna liczba użytkowników języka górnołużyckiego wynosi około 10–15 tys. osób. Według danych Instytutu Serbołużyckiego (Serbski institut, Budyšin) oraz Towarzystwa Szkół Serbołużyckich (Serbske šulske towarstwo) liczba użytkowników języka wynosi 23 tys. osób spośród 40 tys. etnicznych Serbów łużyckich (2009), zamieszkałych w Saksonii; według danych publikacji Ethnologue językiem górnołużyckim posługuje się 18 240 osób spośród 45 tys. etnicznych Serbów łużyckich (1995). Według innych danych liczba 20 tysięcy dotyczy osób mówiących w obu językach łużyckich, 2/3 spośród których posługuje się językiem górnołużyckim.
Język górnołużycki rozpowszechniony jest w regionie historyczno-geograficznym Łużyce Górne (Hornja Łužica, Oberlausitz), znajdującym się współcześnie w składzie kraju związkowego Saksonia (w jego wschodniej części). W większości terytorium to zajmuje środkową i wschodnią część powiatu Budziszyn oraz zachodnią część powiatu Görlitz, w okolicach takich miast, jak Budziszyn, Kamenz, Löbau, Niska, Hoyerswerda (Wojerecy) i Biała Woda. Do czasów współczesnych terytorium zasięgu języka górnołużyckiego znacznie się zmniejszyło, w ciągu kilku stuleci kolejne tereny peryferyjne łużyckiego areału językowego były sukcesywnie przejmowane przez język niemiecki. Niewielka część użytkowników języka górnołużyckiego zamieszkuje w USA.
Centrum kultury górnołużyckiej jest miasto Budziszyn, w którym skoncentrowane są wszystkie naukowe, kulturalne i administracyjne instytucje Łużyc Górnych.

### Dane socjolingwistyczne

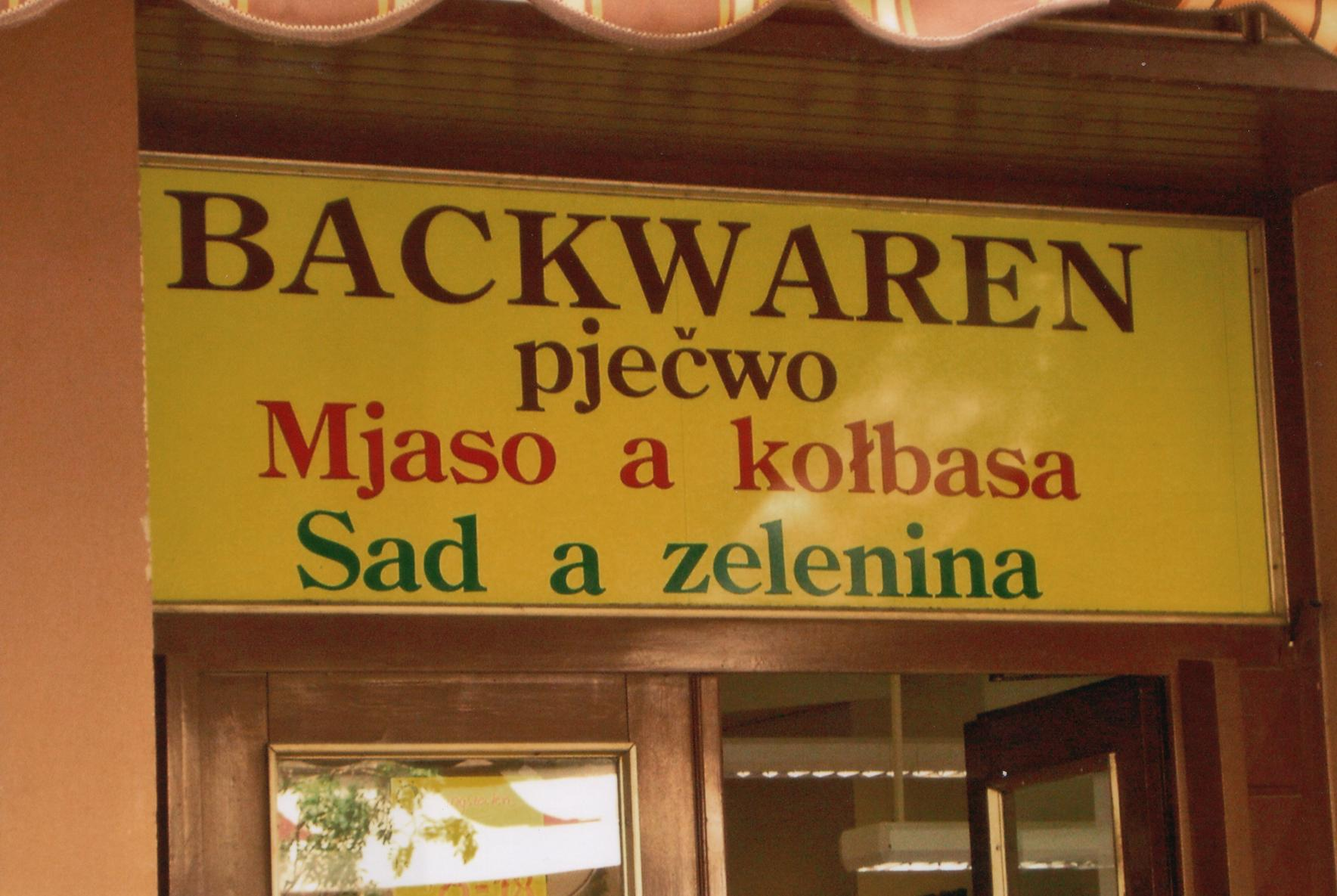
Szyld przy wejściu do sklepu w Budziszynie z tekstem w języku niemieckim oraz górnołużyckim

Sytuacja językowa współczesnych Górnych Łużyc cechuje się pełną niemiecko-serbołużycką dwujęzycznością z tendencją do przejścia ku niemieckiej jednojęzyczności.
Sfera użycia języka górnołużyckiego, w odróżnieniu od niemieckiego, jest w znacznym stopniu ograniczona. Język niemiecki jest dla wszystkich Serbów łużyckich uniwersalnym środkiem komunikacji, w odróżnieniu od języka górnołużyckiego, który używany jest (w formie dialektalnej i potocznej) tylko w kontaktach domowych – w gronie rodziny, przyjaciół i znajomych; w życiu społecznym użycie literackiego języka górnołużyckiego ograniczone jest do organizacji serbołużyckich oraz kościoła. Sfera funkcjonowania języka górnołużyckiego obejmuje również serbołużyckie bądź dwujęzyczne grupy w przedszkolach, używanie go jako wykładowego dla szeregu przedmiotów szkolnych, wydawnictwa periodyczne i książkowe, użycie w niektórych sferach sztuki, kultury i nauki, wspierane przez Fundusz Narodu Serbołużyckiego, który działa dzięki wsparciu finansowemu rządu federalnego Niemiec oraz władz Saksonii i Brandenburgii. Jednocześnie jednak, z uwagi na niewielką liczbę uczniów, serbołużyckie szkoły zagrożone są zamknięciem. Przeszkodą w rozwoju języka jest rozbicie administracyjne terytorium zamieszkania Serbołużyczan, rozpoczęty jeszcze w latach 90. masowy odpływ młodzieży z Łużyc na obszar Niemiec Zachodnich, rozwój przemysłowy regionu, zwiększenie eksploatacji złóż węgla brunatnego, które powodowało przesiedlenia Serbów łużyckich, naruszając w ten sposób zwartość terytorium ich zasiedlenia. Stałemu zmniejszaniu się liczby użytkowników języka górnołużyckiego sprzyja ponadto jego niewysoki prestiż, mieszane związki serbołużycko-niemieckie oraz dominująca pozycja języka niemieckiego we wszystkich sferach życia Łużyc Górnych.

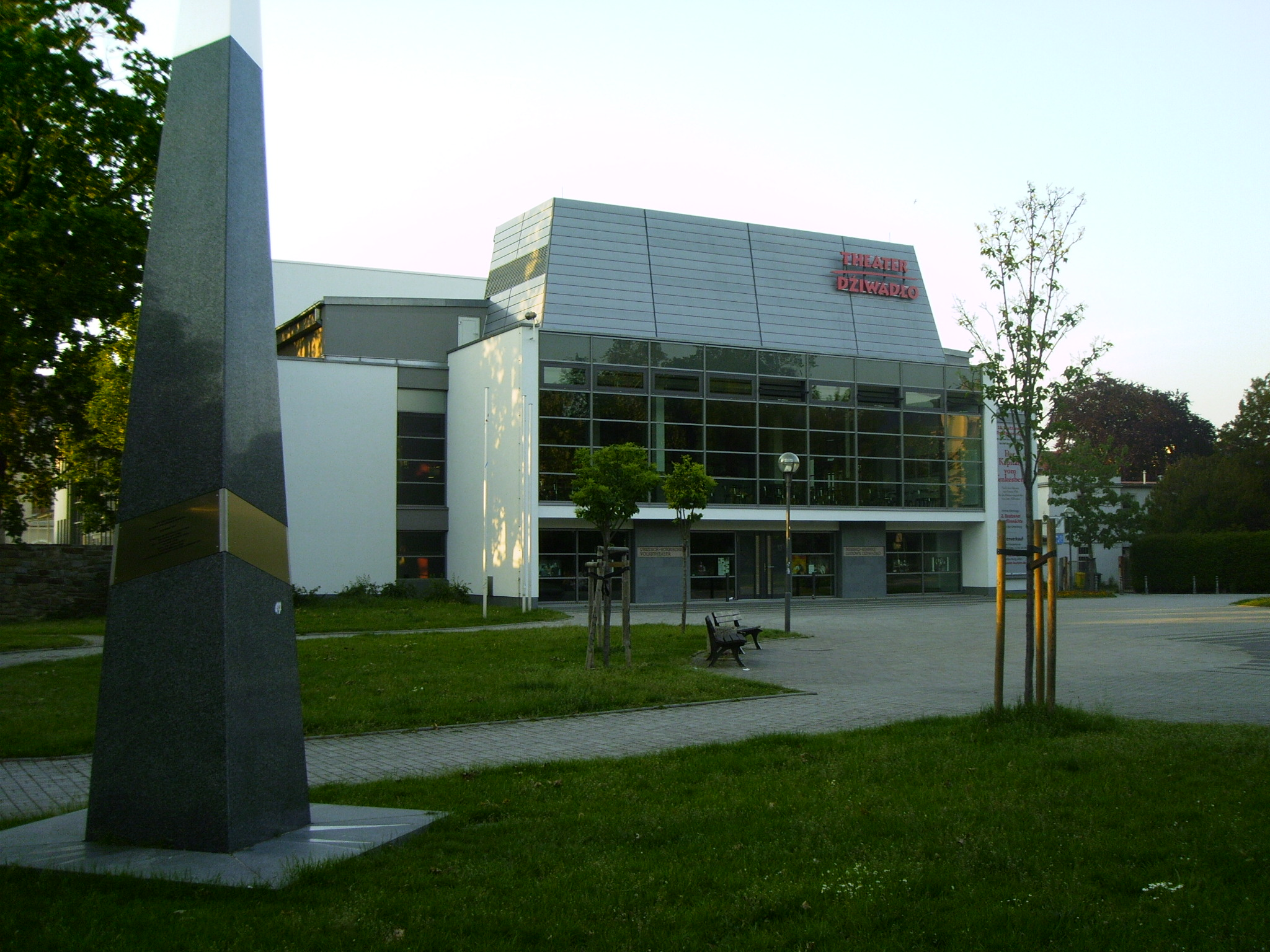
Budynek Niemiecko-Serbołużyckiego Teatru Narodowego w Budziszynie

Język górnołużycki istnieje w kilku formach: w formie ponadregionalnej, do której zaliczają się forma ustna i pisemna, a także formy potoczne (wyróżniana jest także forma pisemna języka potocznego); formami regionalnymi języka górnołużyckiego są dialekty górnołużyckie. Cechą specyficzną wzajemnych relacji między różnymi formami języka górnołużyckiego jest relatywnie duże rozdarcie między językiem literackim a rozwijającym się dialektalnym koiné, wpływającym na formę potoczną języka górnołużyckiego.
Użycie języka górnołużyckiego nie jest równomierne na terytorium całych Łużyc Górnych. Regiony z dominującą populacją katolicką cechują się lepszą sytuacją językową niż regiony ewangelickie.

Sieć łużyckich szkół w Niemczech

Katolicy zamieszkujący na skrajnym zachodzie górnołużyckiego terytorium językowego zachowali proces naturalnego przekazywania języka (początkowo na poziomie dialektu) młodszym pokoleniom przez starszych użytkowników. We wspólnotach katolickich znajdujących się w trójkącie Budziszyn – Hoyerswerda – Kamenz językiem górnołużyckim włada do 60–65% ludności, w niektórych miejscach poziom ten zbliża się nawet do 80–90%. Przedstawicieli młodego pokolenia charakteryzuje dobre posługiwanie się zarówno językiem górnołużyckim, jak i niemieckim. Zdarza się, że również zamieszkała w opisywanych miejscach ludność niemiecka posiada pasywną znajomość języka serbołużyckiego (a czasem jest to nawet znajomość aktywna). W lokalnych parafiach rzymskokatolickich msze celebrowane są w języku górnołużyckim, w części szkół jest on językiem wykładowym, w innych zaś nauczany jest jako oddzielny przedmiot. Cechą charakterystyczną opisywanego regionu jest aktywniejsze niż w innych miejscach Łużyc użycie języka literackiego (zarówno w formie pisemnej, jak i ustnej), wynikające ze skoncentrowania w tym regionie wszystkich górnołużyckich organizacji naukowych i kulturalnych. Mieszkańcy opisywanego terenu często komunikują się ze sobą za pomocą dialektalnych form języka, z których jedne są bliskie do typowych dialektów, a inne – nasyconym dialektyzmami językiem półliterackim. Sytuacja językowa we wspólnotach katolickich przypomina w pewnym stopniu sytuację w centrum kulturalnych Serbów łużyckich – Budziszynie.

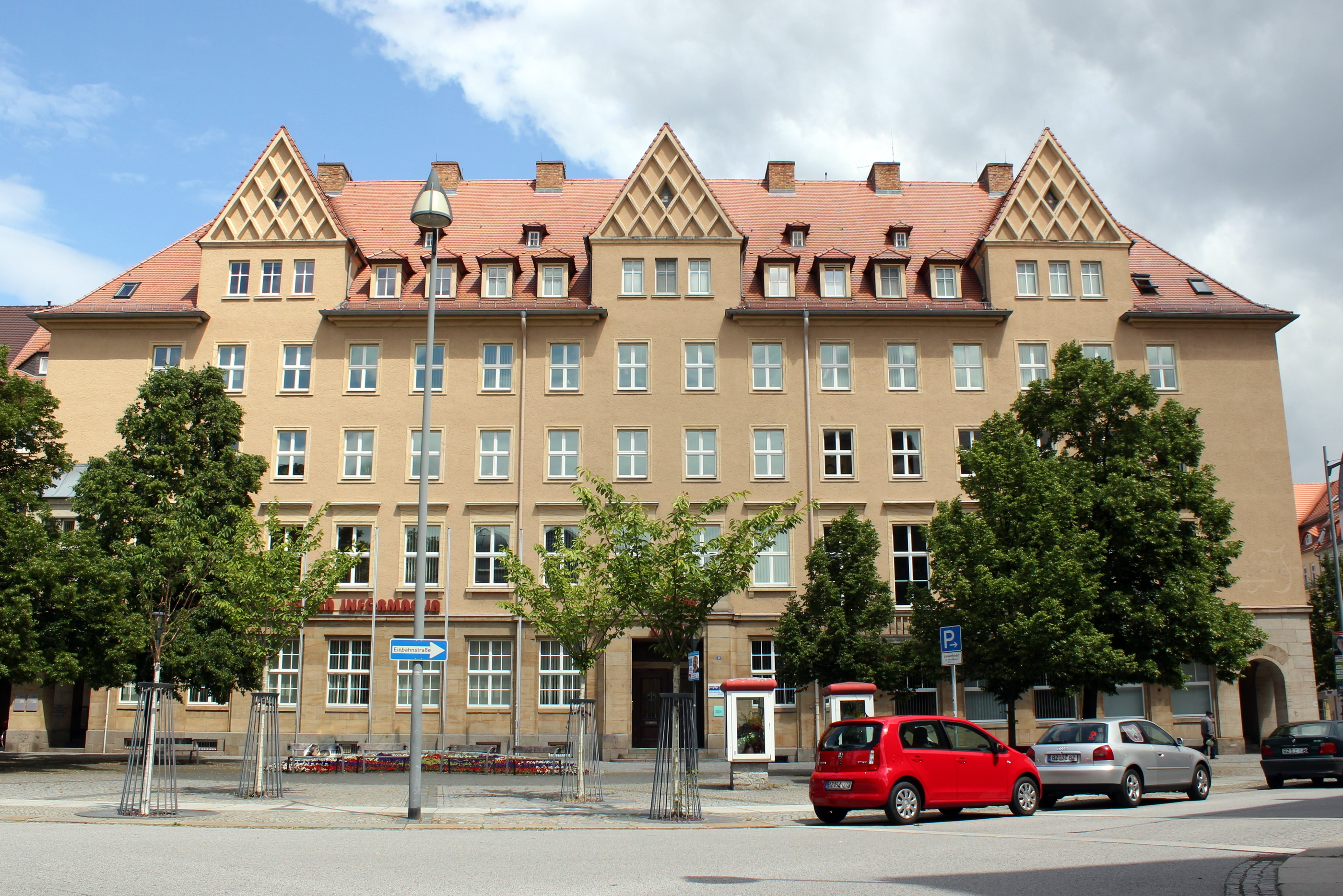
„Dom Serbski” w Budziszynie, siedziba Związku Serbołużyckich Towarzystw Narodowych „Domowina”

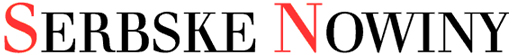
Winieta gazety Serbske Nowiny

W przypadku większości pozostałych użytkowników języka górnołużyckiego (na terenach konfesyjnie ewangelickich) proces naturalnego przekazywania języka został przerwany. Przedstawiciele średniego i młodszego pokolenia literackiej formy języka ojczystego uczyli się wyłącznie w szkole. Serbołużyczanie stanowią mniejszość i środkiem komunikacji jest dla nich język niemiecki, a miejscowi Niemcy nie znają zazwyczaj języka serbołużyckiego. Użycie języka górnołużyckiego w życiu społecznym jest ograniczone, w szkołach język ten nauczany jest fakultatywnie jako oddzielny przedmiot. Rola języka literackiego jest bardzo niska w porównaniu z formami dialektalnymi. Sytuacja językowa Serbołużyczan w ewangelickich rejonach Łużyc Górnych ma wiele cech wspólnych z sytuacją obserwowaną w Łużycach Dolnych.
O zakresie użycia języka górnołużyckiego w wychowaniu przedszkolnym i szkolnym mówią następujące liczby: według danych z 2009 roku w Saksonii działało 12 serbołużyckich przedszkoli, spośród których 3 funkcjonowały na zasadach programu Witaj. Oprócz tego w 11 przedszkolach stworzono oddzielne grupy działające na zasadach programu „Witaj”. Łużyccy uczniowie uczęszczali do 6 serbołużyckich i 3 dwujęzycznych szkół podstawowych, 4 serbołużyckich i jednej dwujęzycznej szkoły średniej. Ogólnie w roku szkolnym 2009/2010 zarejestrowanych było 2232 uczniów serbołużyckich uczęszczających do szkół swojej mniejszości. Oprócz tego w Budziszynie funkcjonowało gimnazjum serbołużyckie, natomiast w kolejnych dwóch gimnazjach język górnołużycki był nauczany jako oddzielny przedmiot.
Badania nad językiem górnołużyckim prowadzone są w Instytucie Sorabistyki (Institut za sorabistiku) na Uniwersytecie w Lipsku.
W języku górnołużyckim wydawane są następujące tytuły prasowe: gazeta Serbske Nowiny, miesięcznik kulturalny Rozhlad (również z tekstami w języku dolnołużyckim), pismo dla dzieci Płomjo, wydania religijne – katolicki Katolski Posoł oraz ewangelicki Pomhaj Bóh. Audycje radiowe w języku górnołużyckim nadawane są przez stację MDR 1 Radio Sachsen. W telewizji MDR nadawany jest półgodzinny program pod tytułem Wuhladko. Istnieją również magazyny internetowe, na przykład Runjewonline.info (z tekstami w obu językach łużyckich).
Zachowaniem i rozwojem języka i kultury serbołużyckiej zajmuje się Domowina – związek naukowych, kulturalnych, religijnych i studenckich organizacji Serbów łużyckich. Przy „Domowinie” działa wydawnictwo, które wydaje książki w obu językach serbołużyckich.

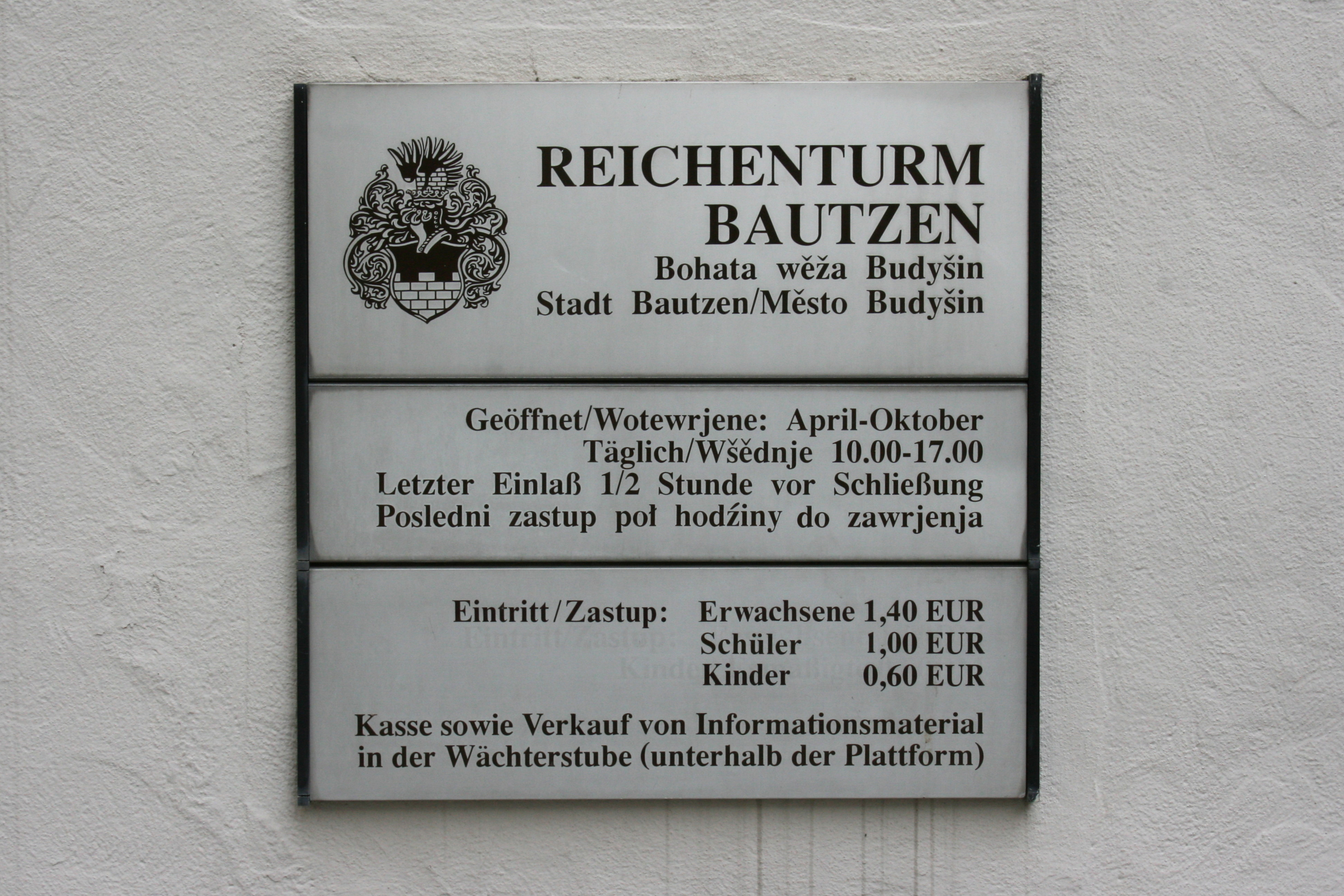
Dwujęzyczna informacja na wieży Reichenturm w Budziszynie
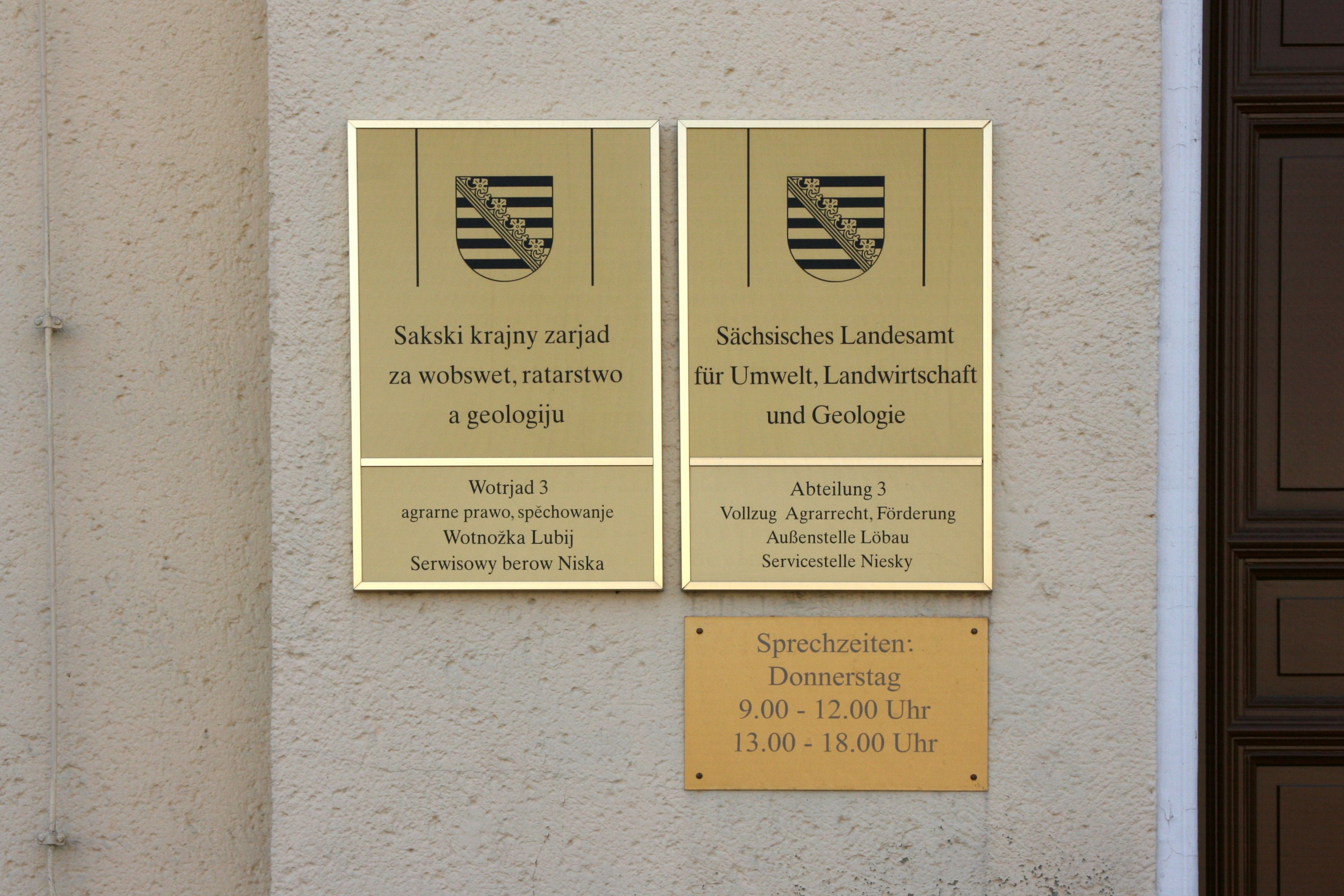
Dwujęzyczna informacja na jednym z urzędów w Niskach
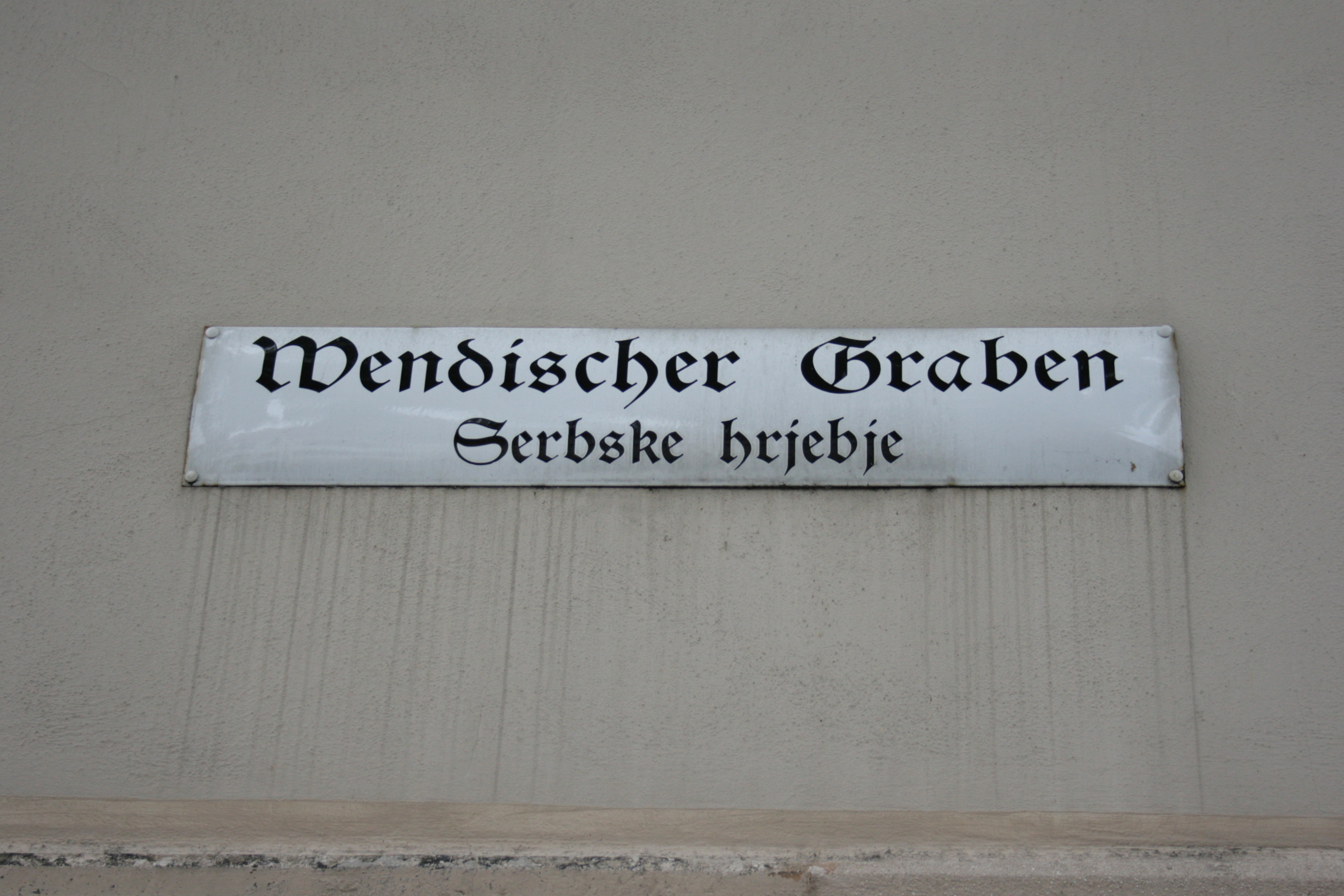
Dwujęzyczna tabliczka z nazwą ulicy w Budziszynie
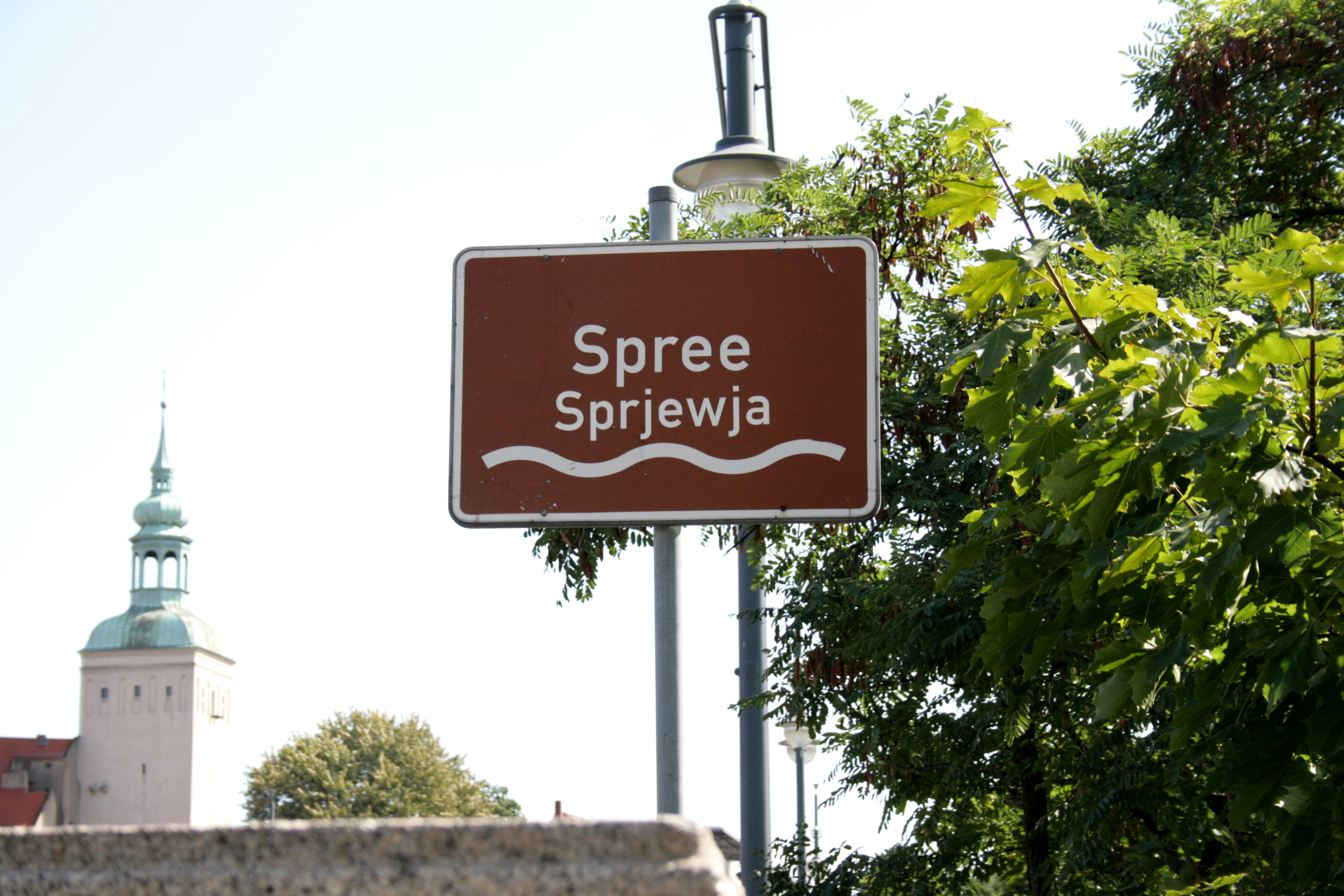
Dwujęzyczna tabliczka z nazwą rzeki Sprewa
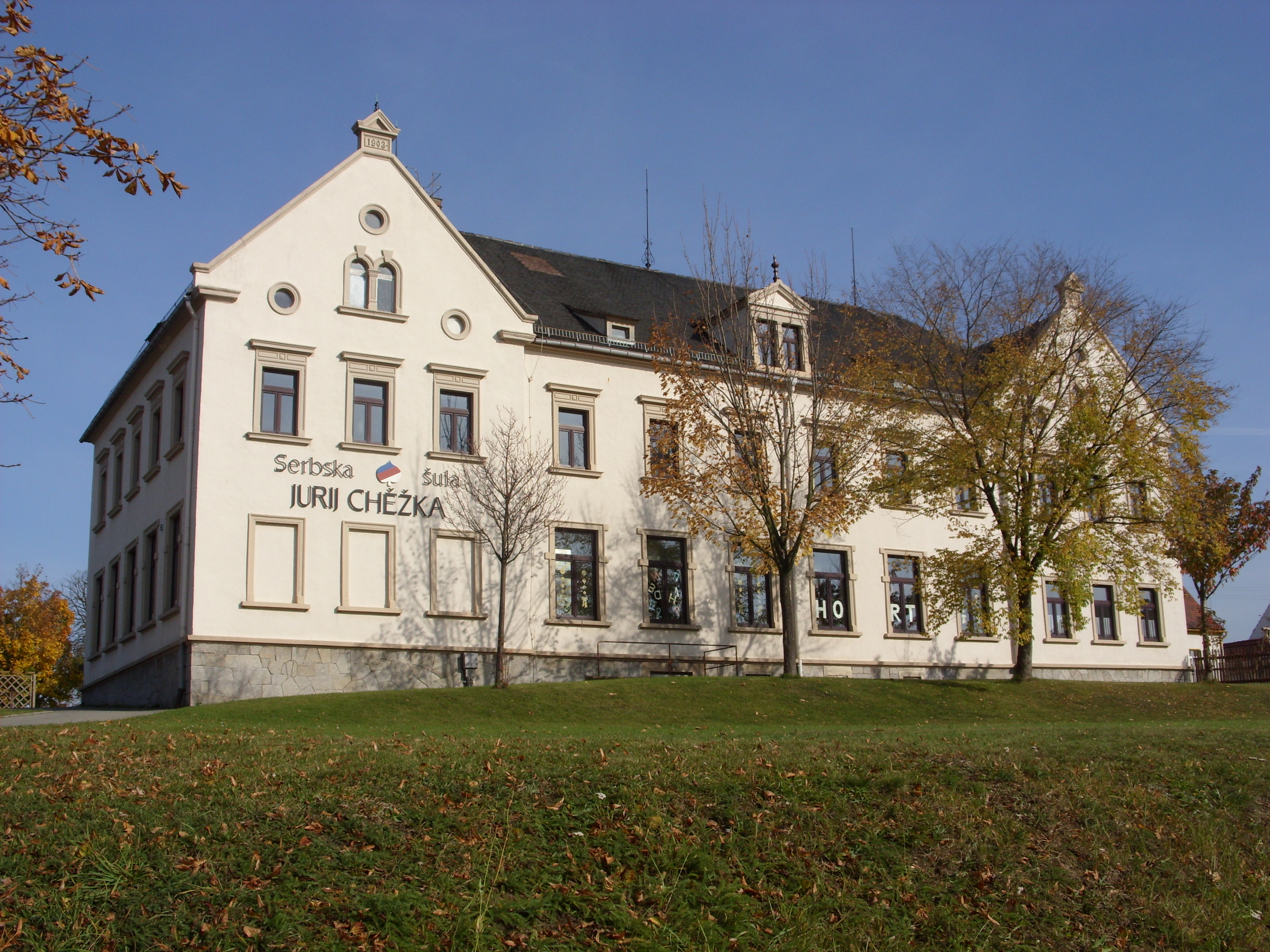
Szkoła w Chrósćicach, w której prowadzone jest nauczanie języka górnołużyckiego
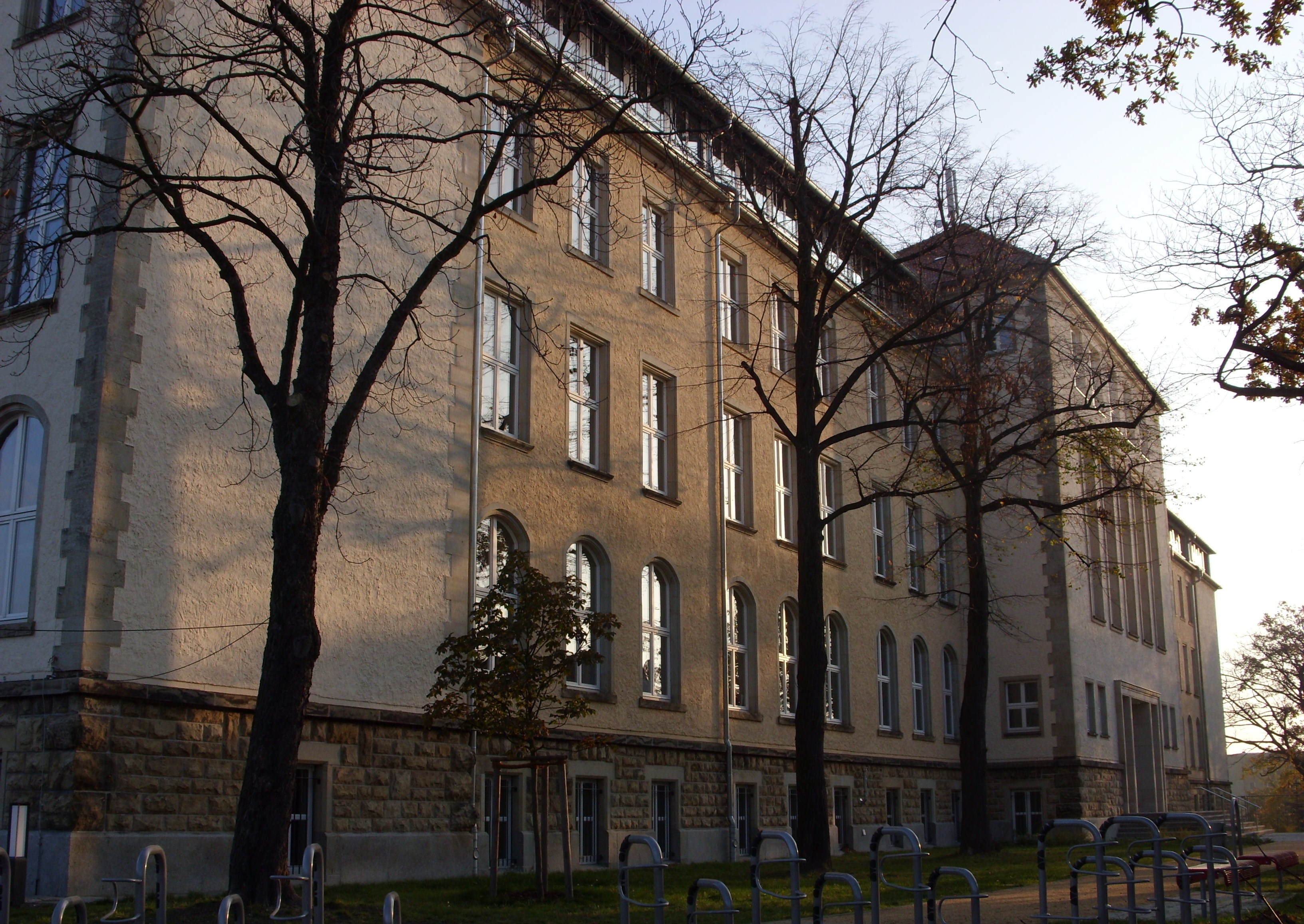
Budynek gimnazjum serbołużyckiego w Budziszynie

### Dialekty
Dla większości użytkowników języków serbołużyckich, będących zazwyczaj mieszkańcami terenów wiejskich, głównym środkiem komunikacji są dialekty, normy literackiej używa relatywnie niewielka część ludności serbołużyckiej, przede wszystkim przedstawiciele inteligencji. Na peryferiach serbołużyckiego terytorium językowego miejscowe dialekty stosunkowo szybko zanikają (wyjątkiem są katolickie rejony Łużyc Górnych). W rejonach centralnych dialekty zachowane są lepiej. Ogólnie rzecz biorąc dialekty uległy wpływowi języka niemieckiego silniej niż literacki język górnołużycki.

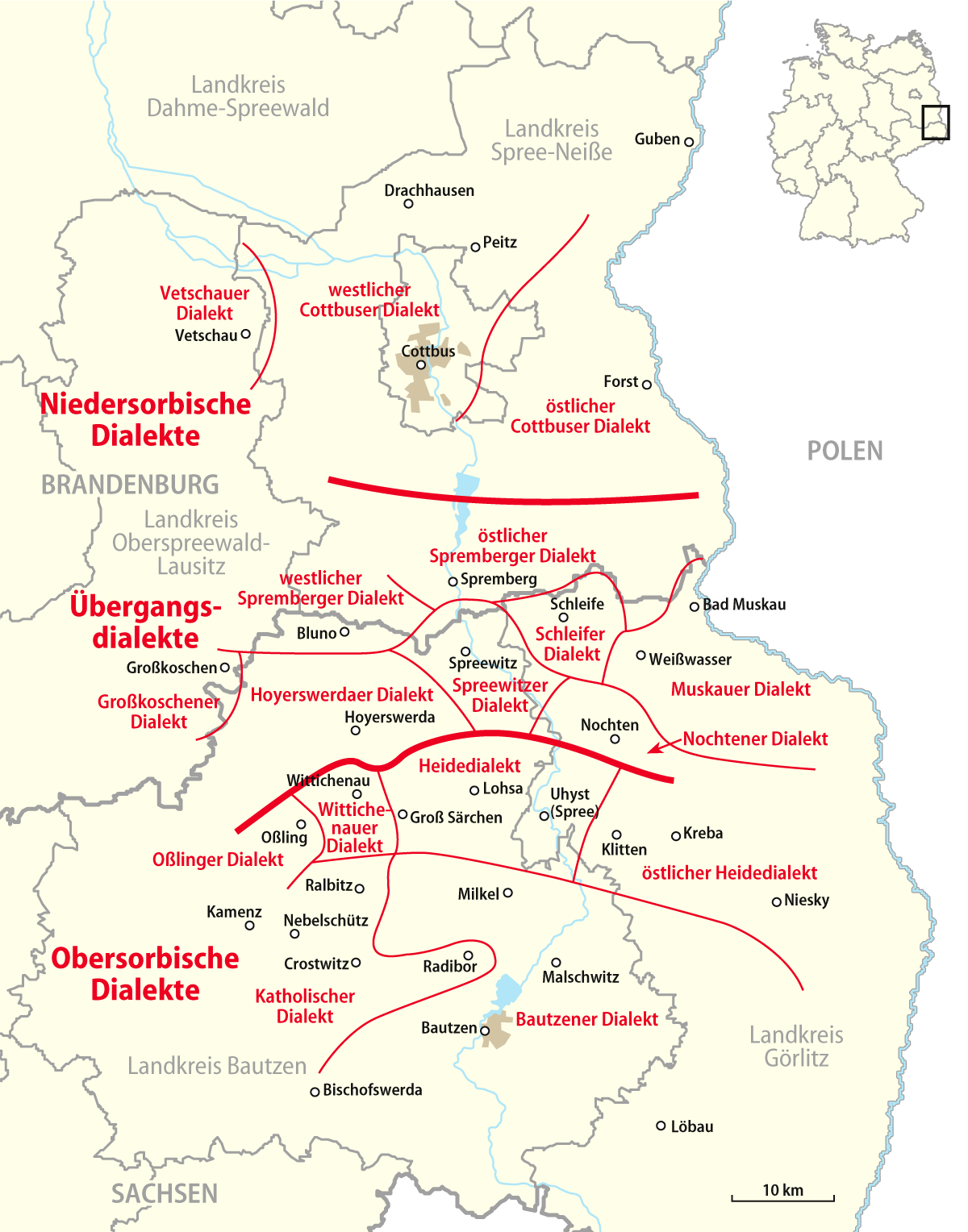
Dialekty łużyckie

Na terytorium Łużyc Górnych rozpowszechniona jest górnołużycka grupa dialektów, na bazie gwar której ukształtował się współczesny górnołużycki język literacki. Zasięg opisywanej grupy dialektów dotyczy południowej części serbołużyckiego terytorium językowego, natomiast północ tego terytorium objęta jest zasięgiem dialektów dolnołużyckich. Dialekty górnołużyckie i dolnołużyckie oddziela od siebie pas dialektów przejściowych, w którym licznie reprezentowane są wiązki izoglos najważniejszych serbołużyckich zjawisk językowych.
Mimo że zasięg języka łużyckiego jest relatywnie niewielki, język ten charakteryzuje się znacznym rozdrobnieniem dialektalnym. Wyróżnić można następujące główne dialekty:
- zachodnie:
  - dialekt kułowski (kulowska narěč, niem. Wittichenauer Dialekt)
  - dialekt katolicki (katolska narěč, niem. katholischer Dialekt)
- centralne:
  - dialekt budziszyński (budyska narěč, niem. Bautzener Dialekt)
  - dialekt holański (holanska narěč, niem. Heidedialekt)
- wschodnie:
  - dialekt wschodnioholański (wuchodna holanska narěč, niem. östlicher Heidedialekt).

Według danych serbołużyckiego atlasu językowego wyodrębnić można także dialekt lubijski i inne.
Dialekt budziszyński, na podstawie którego opracowano normę literacką języka górnołużyckiego, rozpowszechniony jest w okolicach miasta Budziszyn. Dialekt katolicki rozpowszechniony jest na terytorium parafii rzymskokatolickich, znajdujących się na zachód od Budziszyna po miasto Kamenz. Dialekt kułowski, zbliżony do katolickiego, używany jest przez Serbołużyczan zamieszkałych wokół miasta Wittichenau (Kulów). Na północ i północny wschód od dialektu budziszyńskiego znajdują się tereny zasięgu dialektu holańskiego i wschodnioholańskiego.

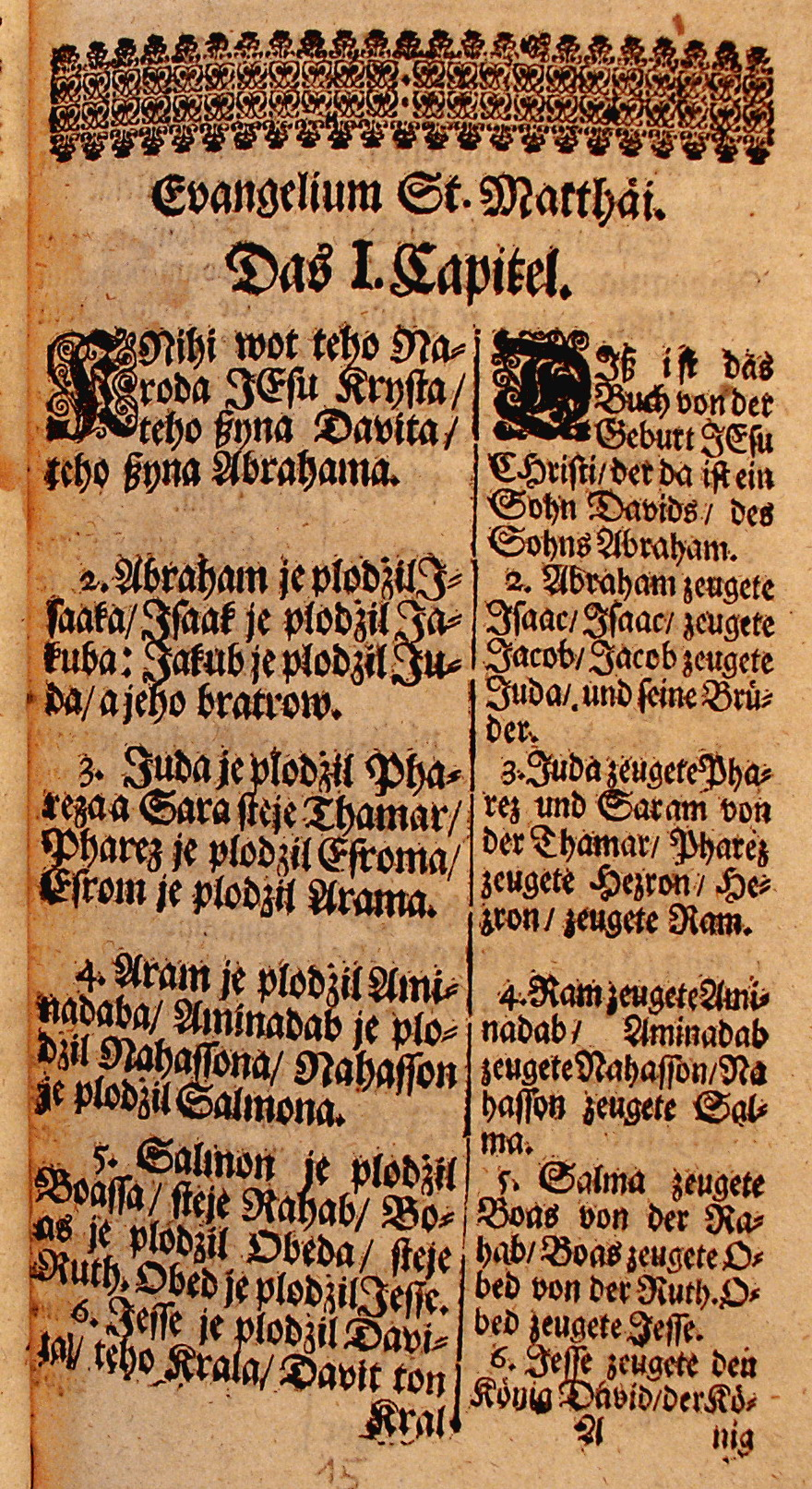
Strona z Nowego Testamentu w tłumaczeniu górnołużyckim z 1706

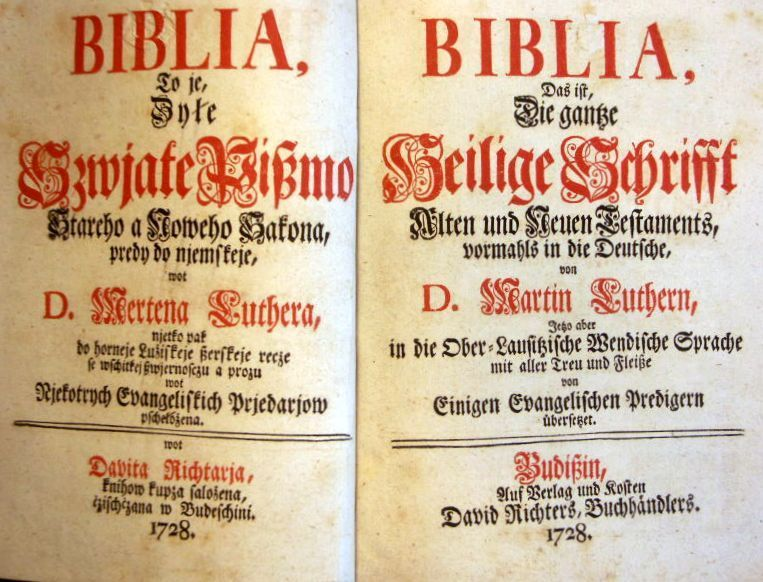
Karta tytułowa Biblii z 1728 roku, w języku górnołużyckim oraz niemieckim

## Pismo
Serbowie łużyccy posługują się alfabetem łacińskim uzupełnionym o litery wzbogacone o znaki diakrytyczne ˇ (háček) oraz ´ (smužka).
Po reformie ortograficznej z 1 grudnia 1948 alfabet górnołużycki liczy 34 litery. Litery Qq, Vv, Xx wykorzystywane są tylko do zapisu obcych nazw własnych. Ortografia górnołużycka oparta jest na zasadzie etymologiczno-fonetycznej.
| Litera | Nazwa | Allofon główny (MAF) | Pozostałe allofony |
| ------ | ----- | -------------------- | ------------------ |
| A a    | a     | [a]                  |                    |
| B b    | bej   | [b]                  | [p]                |
| C c    | cej   | [ts]                 | [dz]               |
| Č č    | čej   | [tʃ]                 | [dʒ]               |
| Ć ć    | ćet   | [tʃ]                 | [dʒ]               |
| D d    | dej   | [d]                  | [t]                |
| Dź dź  | dźej  | [dʒ]                 | [tʃ]               |
| E e    | ej    | [ɛ]                  |                    |
| Ě ě    | ět    | [e]                  | [ɛ], [ej]          |
| F f    | ef    | [f]                  |                    |
| G g    | gej   | [g]                  | [k]                |
| H h    | ha    | [ɦ]                  |                    |
| Ch ch  | cha   | [x]                  | [k], [kʰ]          |
| I i    | i     | [ɪ]                  |                    |
| J j    | jot   | [j]                  |                    |
| K k    | ka    | [k]                  | [g]                |
| Ł Ł    | eł    | [w]                  |                    |

| Litera | Nazwa   | Allofon główny (MAF) | Pozostałe allofony |
| ------ | ------- | -------------------- | ------------------ |
| L l    | el      | [l]                  |                    |
| M m    | em      | [m]                  |                    |
| N n    | en      | [n]                  | [ŋ].               |
| Ń ń    | ejn     | [nʲ]                 |                    |
| O o    | o       | [ɔ]                  |                    |
| Ó ó    | ót      | [o]                  |                    |
| P p    | pej     | [p]                  | [b]                |
| R r    | er      | [r]                  | [ʁ]                |
| Ř ř    | eř      | [ʃ]                  |                    |
| S s    | es      | [s]                  | [z]                |
| Š š    | eš      | [ʃ]                  | [ʒ]                |
| T t    | tej     | [t]                  | [d]                |
| U u    | u       | [ʊ]                  |                    |
| W w    | wej     | [w]                  |                    |
| Y y    | ypsilon | [ɨ]                  |                    |
| Z z    | zet     | [z]                  | [s]                |
| Ž ž    | žet     | [ʒ]                  | [ʃ]                |

## Historia języka

### Połowa I tysiąclecia – XV wiek (okres przedpiśmienny)

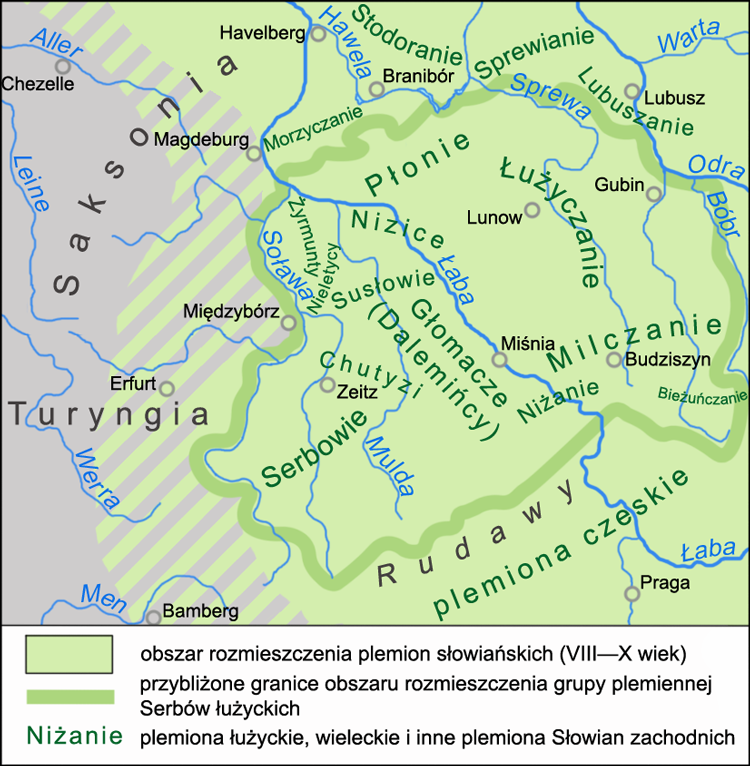
Plemiona Serbów łużyckich w okresie od VIII do X wieku

Współczesne dialekty górnołużyckie i, odpowiednio, język literacki, który ukształtował się na ich podstawie, pochodzą od dialektu zachodniosłowiańskiego plemienia Milczan, które zasiedliło tereny Łużyc Górnych w drugiej połowie I tysiąclecia (pierwsze wzmianki o nich znajdują się u Geografa Bawarskiego z IX wieku). Przodkiem dialektów grupy dolnołużyckiej był dialekt plemienia Łużyczan. Inne mówiące własnymi dialektami plemiona serbołużyckie – Glomici, Serbowie właściwi, Niżanie – zostały w różnych okresach zniemczone i do dzisiejszych czasów nie dotarły żadne szczegółowe informacje o ich języku. Wraz z rozwojem związku plemion serbskich do IX wieku wśród Milczan, Łużyczan i innych plemion słowiańskich między Soławą i Odrą rozpowszechnił się etnonim „Serbowie”, który zachował się do dzisiaj. Według jednej grupy badaczy dialekty górnołużyckie nigdy nie stanowiły jedności z dialektami dolnołużyckimi – miałyby one pochodzić od różnych, choć bliskich sobie, dialektów języka prasłowiańskiego. Według innych badaczy – język górnołużycki wykształcił się na bazie części dialektów jednolitego niegdyś języka prałużyckiego.
Początkowo terytorium wokół Budziszyna, zasiedlone przez Milczan, nazywane było ziemią budziszyńską, później zaś otrzymało ono nazwę Łużyc Górnych, która rozpowszechniła się do XV wieku i jest późniejsza niż sama nazwa „Łużyce”, która początkowo odnosiła się tylko do terenu określanego współcześnie jako Dolne Łużyce, a więc do północnej części serbołużyckiego obszaru etnograficznego, zasiedlonego przez plemię Łużyczan.

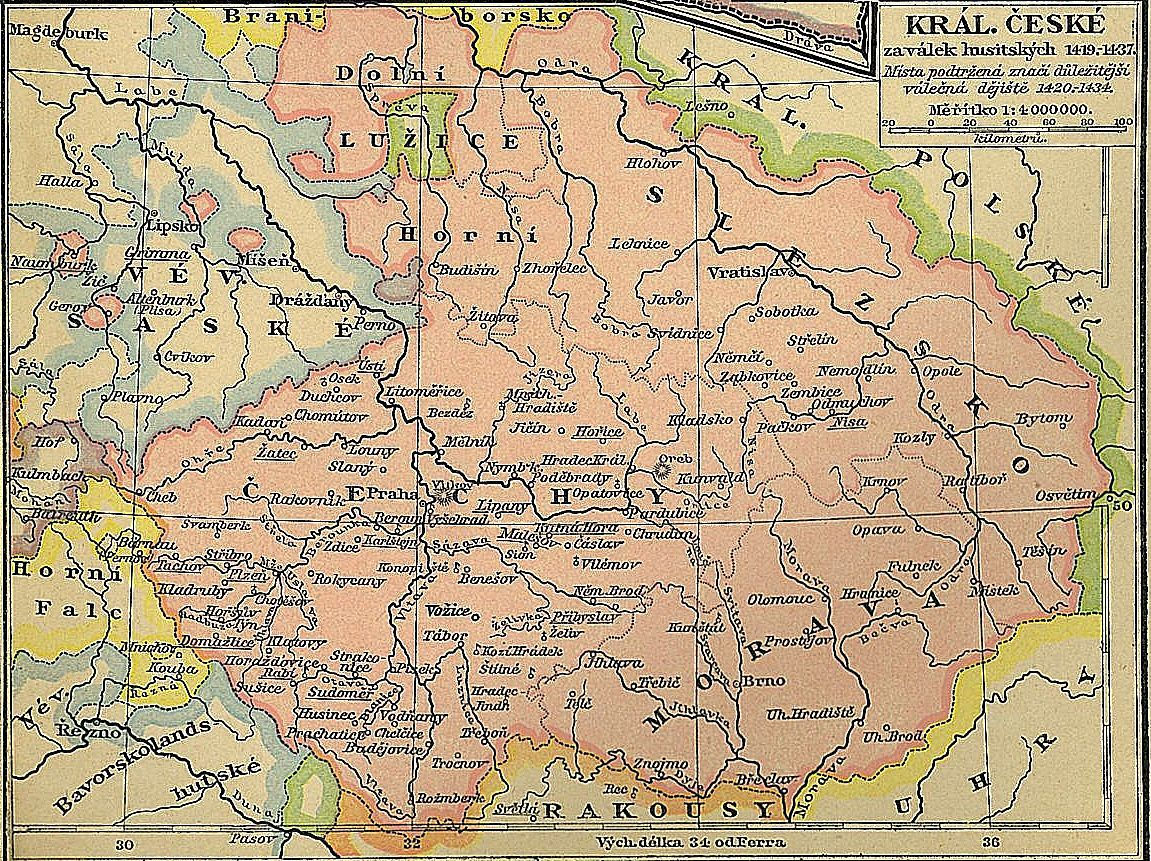
Łużyce Górne i Dolne w składzie Korony Czeskiej (XV wiek)

Serbowie łużyccy w ciągu całej swojej historii nie byli w stanie powołać samodzielnego państwa. Już w X wieku zostali podbici przez Franków (plemię Milczan zostało podbite ostatecznie w 990 roku). W późniejszym czasie Łużyce znajdowały się w różnych okresach pod kontrolą feudałów niemieckich, polskich oraz czeskich. Z przerwami do 1635 roku Łużyce Górne wchodziły w skład Korony Czeskiej (w ramach Świętego Cesarstwa Rzymskiego), co doprowadziło według J. Nalepy do intensyfikacji wpływów języka czeskiego na górnołużycki. Heinz Schuster-Šewc utrzymuje jednak, że brak gwar przejściowych czesko-górnołużyckich przeczy powyższej hipotezie. Ważniejszą rolę w historii zarówno języka górnołużyckiego, jak i dolnołużyckiego, odegrał zapoczątkowany w końcu X wieku i trwający przez tysiąc lat, aż do czasów współczesnych, wpływ języka niemieckiego. Historia Serbów łużyckich była bowiem ściśle związana z historią narodu niemieckiego i jego państwa. Użytkownicy języków łużyckich zmuszeni zostali do funkcjonowania w warunkach zarówno naturalnej, jak i przymusowej germanizacji, która była realizowana z różną intensywnością w różnych okresach rozwoju języka łużyckiego i w różnych miejscach Łużyc. Masowa kolonizacja Łużyc przez niemieckojęzyczną ludność chłopską w XII wieku była początkiem procesu stałego uszczuplania serbołużyckiego terytorium językowego.
Począwszy od wczesnego etapu rozwoju aż do XVI wieku w języku górnołużyckim nie stworzono żadnych świadectw pisanych. Funkcjonował on jedynie w formie mówionej. Do naszych czasów dotarły jedynie pojedyncze serbołużyckie nazwy własne, tytuły i nieliczne frazy wplecione w teksty łacińskie i niemieckojęzyczne (w szczególności takie toponimy ze starołużyckimi rdzeniami, jak Zossen – od *sosna, Gera – od *gora, Belgern – od *běla gora i tak dalej). Jednocześnie, choć język górnołużycki używany był przez lud serbołużycki tylko jako język kontaktów z najbliższym otoczeniem, jeszcze przed etapem piśmiennym wykształciła się w tym języku terminologia kościelna, która powstawała od momentu przyjęcia przez Serbołużyczan chrześcijaństwa.

### Od XVI do XXI wieku (okres piśmienności)

#### Od XVI do XVIII wieku
Począwszy od XVI wieku, w wyniku reformacji, języki serbołużyckie zaczęły być wykorzystywane jako liturgiczne. W 1550 roku oficjalnie zezwolono na ich wykorzystanie w celu dalszego rozprzestrzeniania luteranizmu (wielu Łużyczan nie rozumiało niemieckiego). Pierwszym świadectwem pisanym języka górnołużyckiego jest tak zwana „Przysięga budziszyńska” (1532). W odróżnieniu od większości pierwszych tekstów pisanych w języku górnołużyckim, mających związek z obrzędami luterańskimi, tekst „Przysięgi budziszyńskiej” ma treść świecką – stanowi rotę przysięgi na wierność czeskiemu królowi Ferdynandowi I, napisanej przez mieszczan Budziszyna. Pierwszą księgą drukowaną w języku górnołużyckim jest „Mały Katechizm” (1595), w którym odzwierciedlone są cechy dialektu budziszyńskiego. Księga została przetłumaczona i wydana przez Wjacława Warichiusa. Początkowo liturgiczne teksty luterańskie tłumaczone były przez kapłanów i używane były jedynie w życiu liturgicznym ich parafii. Tłumaczenia takie oparte były na różnych dialektach, przez co ówczesny górnołużycki język pisany był wyraźnie zróżnicowany regionalnie.
W czasie późniejszych wydarzeń związanych z Kontrreformacją również i przedstawiciele duchowieństwa katolickiego zmuszeni byli do zwracania się do wierzących Serbołużyczan w ich języku ojczystym. W rezultacie po pewnym czasie obok kościelnych tekstów ewangelickich pojawiła się również górnołużycka katolicka literatura kościelna.
Na przełomie XVII i XVIII wieku na bazie zróżnicowanej dialektalnie literatury kościelnej zaczęły kształtować się dwa warianty literackiego języka górnołużyckiego – „protestancki” („ewangelicki”, „centralny”), bazujący na dialekcie budziszyńskim, oraz „katolicki” („peryferyjny”) na bazie dialektu kułowskiego (w połowie XVIII wieku bazą dialektalną języka katolików stały się gwary kroszczańskie, co sprzyjało w dalszej perspektywie zbliżeniu obu standardów literackich). Podstawą standardu protestanckiego stał się przekład Nowego Testamentu sporządzony przez kapłana M. Frencla (1706), natomiast standardu katolickiego – przekład Biblii Jurija Swětlika (1688–1707). Różnice między dwiema normami dotyczyły przede wszystkim ortografii. Zauważalne były jednak również różnice w gramatyce i leksyce, co wynikało z użycia innej bazy dialektalnej (np. ewangelickiemu słowu wjećenje odpowiadało katolickie racha (‘zemsta’), słowu šlachta – splaw (‘ród’), słowu składnosc – přiležnosć (‘okazja’) itd.). Po reformie ortografii z 1862 roku różnice między oboma wariantami zostały zniwelowane.

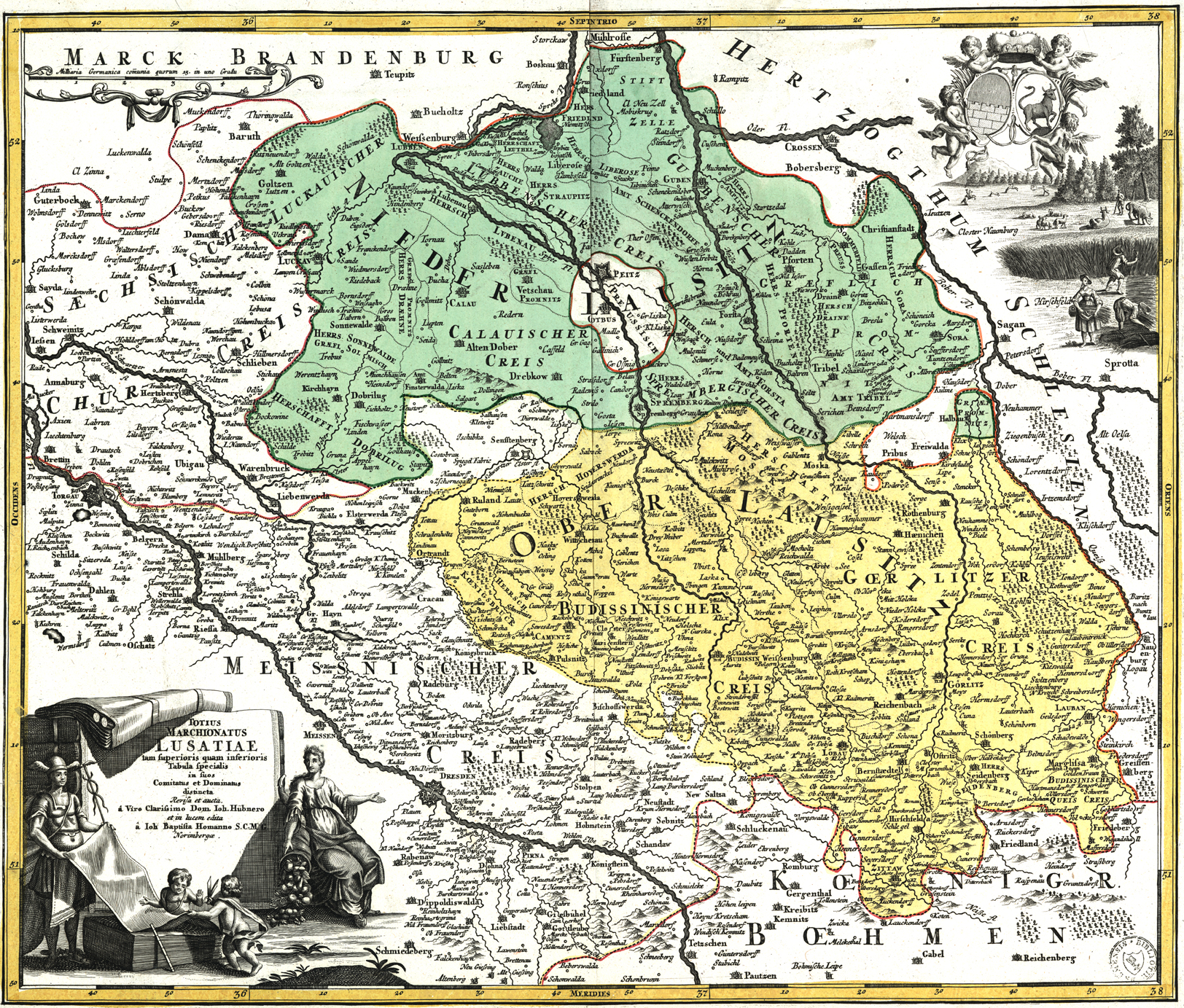
Mapa Łużyc w XVIII wieku

Charakterystycznym zjawiskiem dla wczesnego etapu rozwoju górnołużyckiej normy literackiej były bezpośrednie zapożyczenia i kalki z języka niemieckiego, związane przede wszystkim z pojęciami abstrakcyjnymi, na przykład takie zapożyczenia, jak lazować (‘czytać’), hnada (‘litość’), frejota (‘wolność’), oraz kalki: radna khejža (‘ratusz’, z niemieckiego Rathaus), znać wuknyć (‘poznać’, z niemieckiego kennenlernen itd.). Jednocześnie bez względu na znaczny wpływ języka niemieckiego język górnołużycki zachował rdzenną słowiańską warstwę powszechnie używanej leksyki, reprezentowanej przez pojęcia związane z otaczającym światem i życiem człowieka, na przykład dešć, słónco, liška (‘lis’), kwas (‘ślub’) itd. Z prasłowiańskiej warstwy leksykalnej pochodzą również pojęcia odnoszące się do życia religijnego, na przykład wěra, hrěch i inne. Ważną rolę w rozwoju i unormowaniu języków literackich odegrało opracowanie gramatyk i słowników języka górnołużyckiego. Pierwszą gramatyką języka górnołużyckiego było Principia Linguae Wendicae („Podstawy języka wendyjskiego”) Jakuba Ticina (1670), napisana po łacinie. Gramatyka ta używana była w katolickich rejonach Łużyc Górnych. „Gramatyka serbołużycka” opisywała ewangelicki wariant języka górnołużyckiego. Najbardziej znanym słownikiem górnołużyckim był w tym czasie Vocabularium Latino-Serbicum („Słownik łacińsko-serbołużycki”), opracowany przez Jurija Swětlika (1721).
W odróżnieniu od sytuacji języka dolnołużyckiego w Brandenburgii (który w okresie od XVII do XVIII wieku cierpiał z powodu wymierzonych przeciwko niemu aktów prawnych) sytuacja języka górnołużyckiego w Saksonii nie była aż tak ciężka. Tamtejszy język i kultura serbołużycka rozwijały się dość swobodnie, w okresie 1668–1728 wydrukowano 31 ksiąg w języku łużyckim, w 1690 roku powołana została komisja wydająca zezwolenia na druk w tym języku. Niemniej jednak w Łużycach Górnych XVIII wieku językiem ludności miejskiej stał się niemiecki. Użycie języka górnołużyckiego ograniczyło się do regionów wiejskich (przy tym górnołużycki używany był we wsiach jako główny środek komunikacji, a niemiecki – jako drugi język). Choć język górnołużycki pozostawał głównie językiem używanym w kontaktach domowych, to wykorzystywano go także w ograniczonym stopniu jako język liturgiczny oraz toczono w nim postępowania przed sądem.

#### XIX wiek

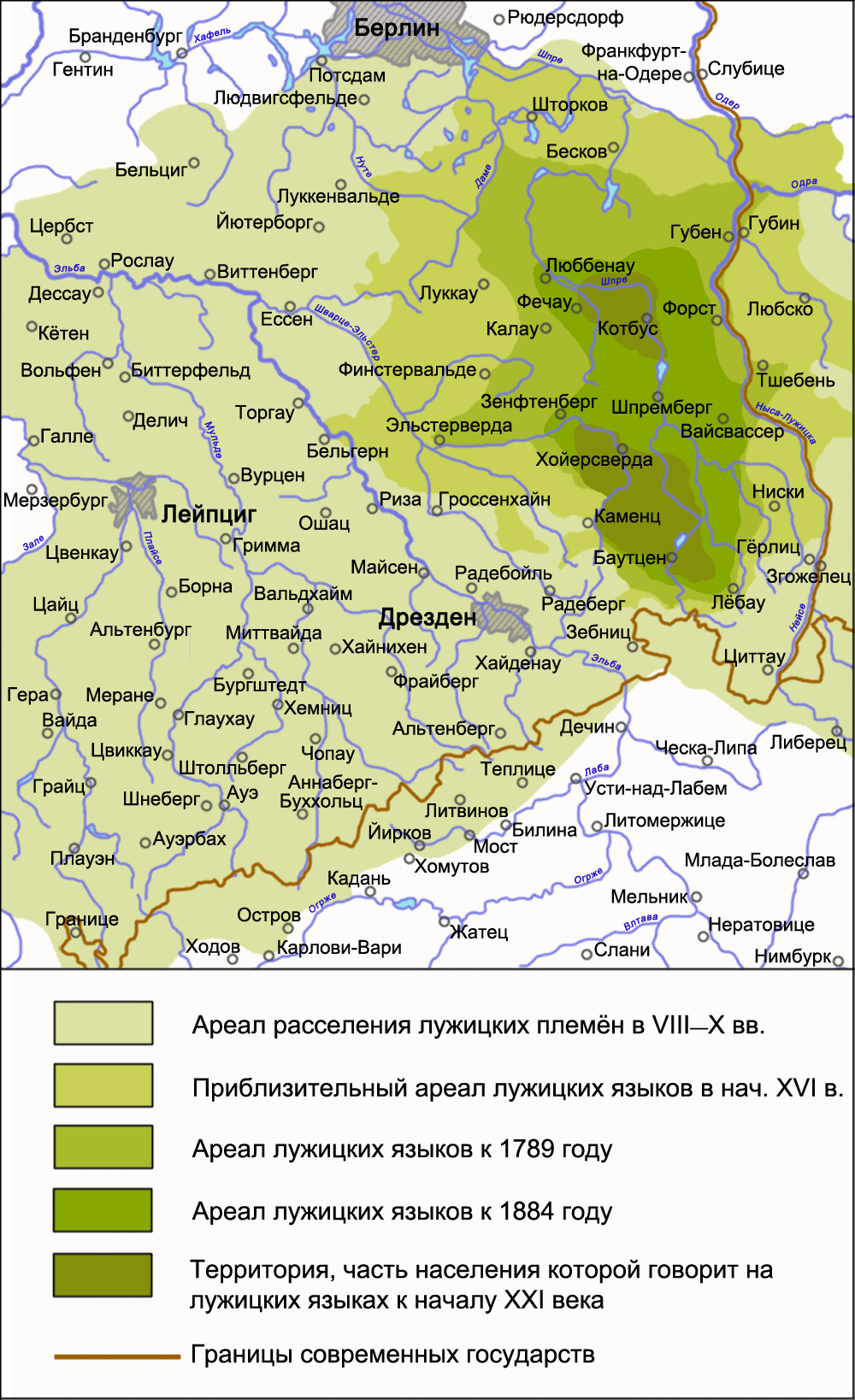
Mapa obrazująca zmniejszanie się zasięgu języków łużyckich

XIX wiek jest w historii narodu serbołużyckiego i jego języków czasem postępującego uszczuplania się udziału ludności słowiańskiej na rzecz ludności niemieckiej (na początku XIX wieku już jedynie jedna trzecia mieszkańców Łużyc miała słowiańskie pochodzenie). Jest to również okres, w którym na podział konfesyjny ziem łużyckich nałożył się również podział administracyjny (po przekazaniu w 1815 roku części ziem górnołużyckich Prusom). Jednocześnie XIX wiek był dla Serbów łużyckich okresem odrodzenia narodowego, analogicznym do tych, które w tym samym czasie przeżywały inne narody słowiańskie. K. Trofimowicz oceniał, że odrodzenie narodowe w Łużycach Górnych rozpoczęło się w latach 30.-40. XIX wieku, a zakończyło – w latach 70. XIX wieku. M. I. Jermakowa uważa, że kulminacja tego procesu przypadła na lata 40. XIX wieku. Jedną z ważniejszych ról w odrodzeniu narodowym Łużyczan oraz w zachowaniu i rozwoju ich tożsamości narodowej i kultury odegrał język serbołużycki. W saksońskiej części Łużyc Górnych język górnołużycki, spotykany dotąd przede wszystkim w tekstach kościelnych, zaczyna pojawiać się również w literaturze świeckiej, zaczynają w nim być wydawane książki i czasopisma, częściowo używany jest również w nauce. W Łużycach i poza nimi zaczynają pojawiać się organizacje młodzieży serbołużyckiej, dążące do rozwoju swojego języka i kultury. Uruchomione zostało wtedy również serbołużyckie wydawnictwo i księgarnia. Kształtowaniu i rozwojowi ojczystego języka, a także pokonaniu różnic między jego dwoma wariantami literackimi, poświęcają swoją działalność tacy przedstawiciele serbołużyckiej kultury i nauki jak Handrij Zejler, Jan Pětr Jordan, Jan Arnošt Smoler, Michał Hórnik i inni. W 1847 zostaje utworzone serbołużyckie narodowe towarzystwo kulturalno-oświatowe Maćica Serbska. W latach 1848–1851 władze Saksonii pozwalają nauczać języków łużyckich w szkołach.

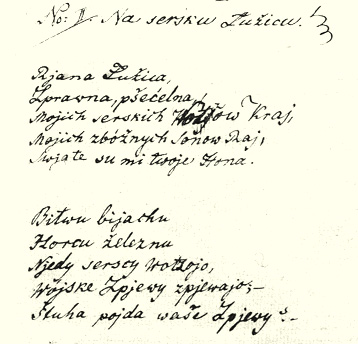
Rękopis utworu Handrija Zejlera, który stał się później hymnem Serbołużyczan

Około roku 1875 kształtuje się ruch młodoserbski, w skład którego wchodzili poeta Jakub Bart-Ćišinski, naukowiec Arnošt Muka i inni przedstawiciele. Członkowie ruchu wnieśli znaczny wkład w zachowanie i rozwój języka serbołużyckiego.
W XIX wieku znacznie wzbogacił się górnołużycki zasób leksykalny. Pojawiły się słowa (nierzadko zapożyczone z czeskiego bądź innych języków słowiańskich) oznaczające nowe realia życia Serbołużyczan, przede wszystkim związane z polityką, sztuką, nauką i techniką, jak wustawa („konstytucja”), runoprawny („równoprawny”), wukraj („zagranica”), zdźěłanosć („oświata”), narodopis („etnografia”), železnica („kolej”) itd. W języku górnołużyckim pojawiły się wówczas także liczne internacjonalizmy, na przykład republika, psychologija, technika i inne. Na wzór górnołużyckich nierzadko tworzone były neologizmy także w języku dolnołużyckim, istnieją jednak również przykłady odwrotnej sytuacji, gdy nowe słowa w języku górnołużyckim pojawiały się pod wpływem języka dolnołużyckiego – na przykład wosypicy („ospa”) przejęte z dolnołużyckiego słowa wóspice czy sćekły („wściekły”) z dolnołużyckiego słowa sćakły. W tym samym czasie w środowisku wykształconych Serbołużyczan nasilają się tendencje purystyczne, skierowane na oczyszczenie języka z zapożyczeń, przede wszystkim germanizmów. W poszukiwaniu „czystego” wzoru zwracano się do poezji ludowej, a także do języka czeskiego i polskiego. W ten sposób zastąpiono choćby słowa lazować („czytać”), kumšt („sztuka”), cwyflować/cwoblować („wątpić”) na słowa čitać, wumělstwo, dwělować. „Oczyszczanie” literackiego języka górnołużyckiego doprowadziło do większego rozzdźwięku między wersją literacką a poszczególnym gwarami. W ostatnim dwudziestopięcioleciu XIX wieku w środowisku Maćicy Serbskiej wykształcił się odrębny wariant języka górnołużyckiego, który spajał opisywane wcześniej dwa warianty konfesyjne. Został on użyty w pochodzącej z 1867 roku pracy K. Pfula Laut- und Formenlehre der oberlauzitzisch-wendischen Sprache.

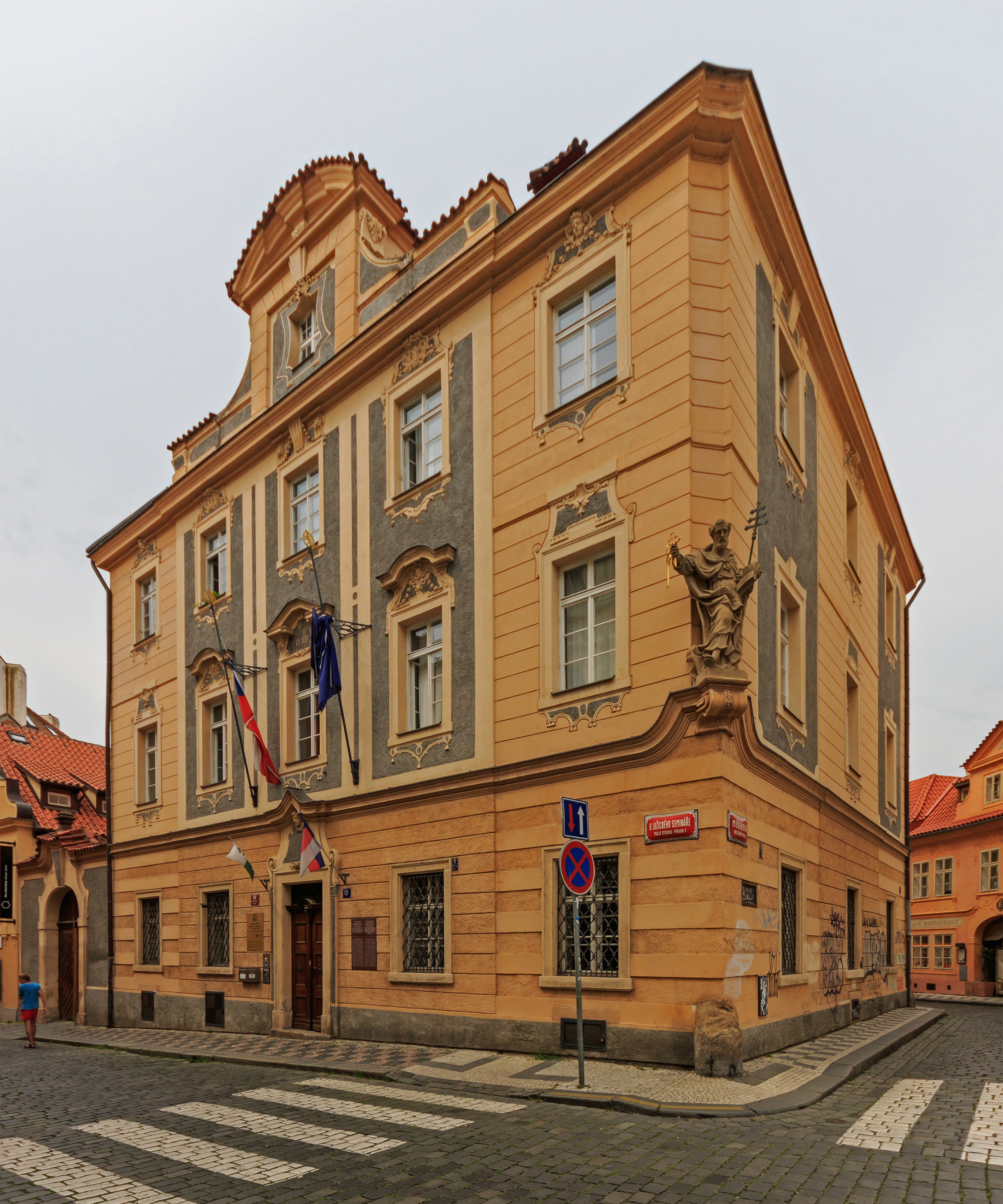
Seminarium łużyckie w Pradze, w którym uczył się Jakub Bart-Ćišinski

Równocześnie z kształtowaniem się jednolitej normy literackiej, wzrostem prestiżu i rozszerzeniem sfer użycia języka górnołużyckiego następował również wzrost znajomości języka niemieckiego wśród Serbów łużyckich, nawet tych, którzy zamieszkiwali na wsi. Polityka germanizacji sprawiła, że język niemiecki stał się środkiem komunikacji między użytkownikami różnych dialektów łużyckich i wyparł z tej funkcji różne ponaddialektalne łużyckie wytwory językowe. W rezultacie już na początku XX wieku nastąpiło przejście ku pełnej serbołużycko-niemieckiej dwujęzyczności i trwało postępujące zmniejszanie się liczby użytkowników języka górnołużyckiego. Rozpowszechnieniu się języka niemieckiego wśród Serbów łużyckich sprzyjała zarobkowa migracja ludności chłopskiej do miast, również poza granice Łużyc, oraz masowe zatrudnianie robotników pochodzących z innych obszarów Niemiec w łużyckich fabrykach. Zmniejszenie się liczebności Serbołużyczan i naruszanie zwartości ich osiedlenia wiązało się również z emigracją do Stanów Zjednoczonych, Australii oraz innych krajów. Pierwsza fala emigracji nastąpiła w latach 40. XIX wieku. Emigracja Serbołużyczan osiągnęła największe rozmiary w połowie XIX wieku i była tak znaczna, że możliwe stało się nawet zwarte osiedlanie się przedstawicieli tego narodu w nowych miejscach, oddzielnie od ludności miejscowej oraz innych emigrantów. Przykładowo 600 Serbołużyczan założyło w stanie Teksas osadę Serbin. Możliwe że ich potomkowie (przedstawiciele starszego pokolenia) zachowali język łużycki do dzisiaj. Większość łużyckich emigrantów osiedlała się jednak w otoczeniu emigrantów pochodzenia niemieckiego, co doprowadzało do utraty języka ojczystego już w drugim pokoleniu.
Od lat 80. XIX wieku górnołużycki język literacki, który w sytuacjach oficjalnych używany był zarówno w formie pisemnej i ustnej w saksońskiej części Łużyc Górnych, stał się ponadregionalną formą komunikacji językowej, przede wszystkim między przedstawicielami łużyckiej inteligencji. W tym samym czasie nastąpiła zmiana polityki władz odnośnie do języka Serbołużyczan. W 1873 weszła w życie saksońska ustawa o szkole ludowej, na mocy której językiem nauczania we wszystkich szkołach stał się język niemiecki. Dotyczyło to również szkół na tych terenach, gdzie dzieci niemieckie stanowiły mniej niż 5% wszystkich uczniów, a dzieci łużyckie języka niemieckiego nie znały. Również kościół ewangelicki starał się kierować do pracy w parafiach łużyckich jedynie pastorów pochodzenia niemieckiego.

#### XX – XXI wiek
Rozwój zarówno literackiego języka górnołużyckiego, jak i jego regionalnych wariantów, powstrzymywały w XX wieku – podobnie zresztą jak w poprzednich okresach – przede wszystkim bardzo ograniczone możliwości zastosowania go w życiu społecznym.
Język górnołużycki nigdy nie był językiem państwowym. Funkcję języka oficjalnego w Łużycach Górnych spełniał zawsze język niemiecki. Podobnie jak i wiele innych języków mniejszości narodowych język górnołużycki charakteryzuje się niewielkim zasobem leksykalnym dotyczącym szeregu dziedzin słabo reprezentowanych przez jego piśmienność.
Na przełomie XIX i XX wieku, w odpowiedzi na środki represji stosowane przeciw językowi serbołużyckiemu, powstało wiele organizacji, których członkowie uczyli się czytać i pisać w języku ojczystym. W 1913 w saksońskiej części Łużyc Górnych funkcjonowało 58 towarzystw kulturalnych, które skupiały 8800 członków. W 1904 rozpoczął działalność „Dom Serbski”, a 13 października 1912 w mieście Hoyerswerda stworzono organizację „Domowina”, która stała się główną organizacją narodową Serbów łużyckich.

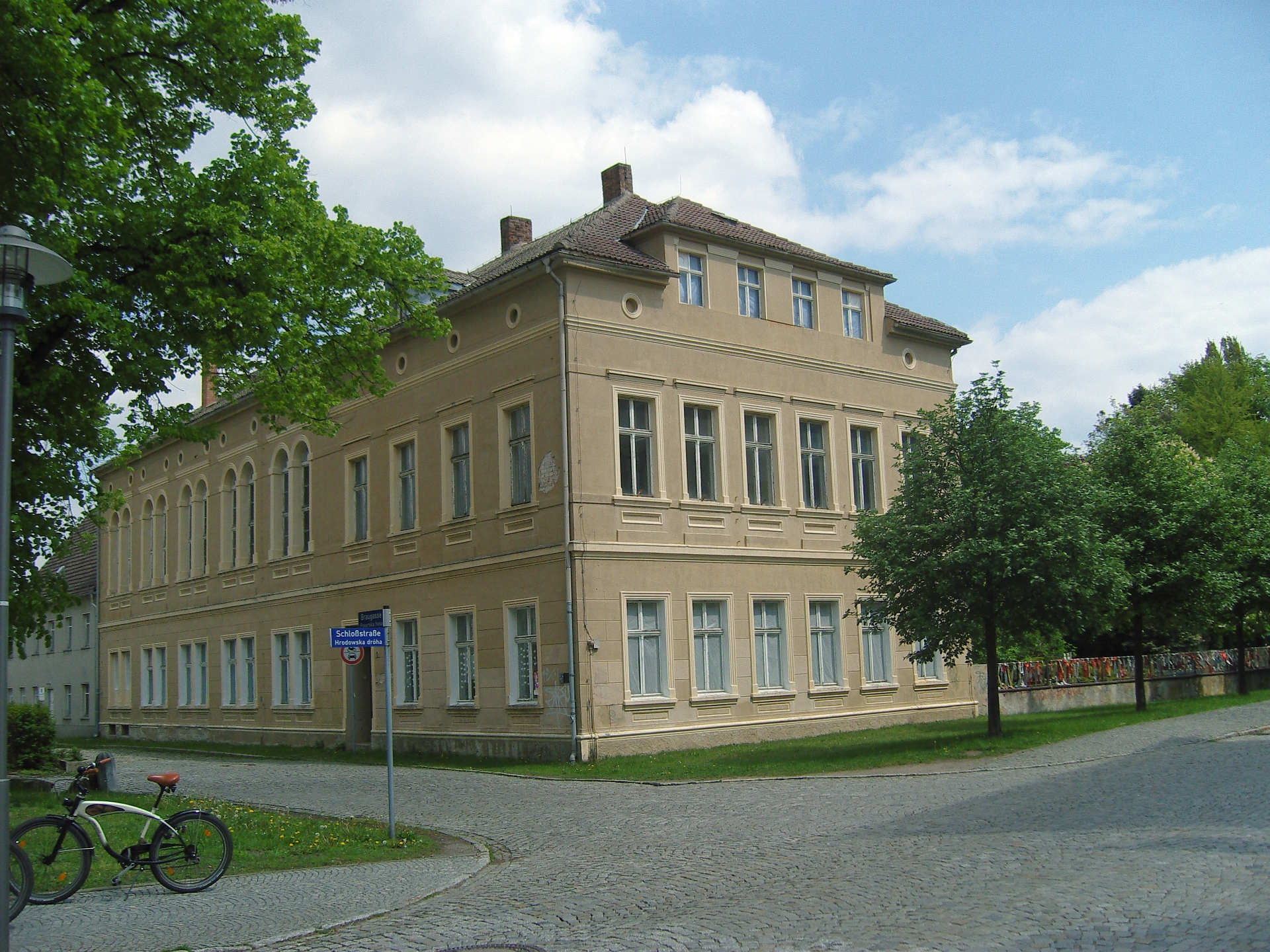
Budynek w Hoyerswerdzie, w którym od 1912 roku mieściło się przedstawicielstwo „Domowiny”

W XX wieku mogły zostać stworzone warunki dla pełnego rozwoju języka serbołużyckiego. Po I wojnie światowej na Konferencji pokojowej w Paryżu przedstawiciel Serbołużyckiego Komitetu Narodowego prosił o nadanie Serbom łużyckim autonomii w składzie Niemiec, stworzenie samodzielnego państwa łużyckiego bądź też włączenia Łużyc w skład Czechosłowacji. Po II wojnie światowej Serbowie łużyccy ponownie opowiedzieli się za przyłączeniem do Czechosłowacji lub niepodległością. Wszystkie te pomysły pozostały jednak niezrealizowane. Serbołużyczanie nie tylko nie otrzymali żadnej autonomii, ale zastosowano wobec nich środki skierowane na przyśpieszenie procesu germanizacji. Działania takie odbywały się już w czasach Republiki Weimarskiej i rozgorzały z całą mocą po dojściu do władzy Narodowosocjalistycznej Niemieckiej Partii Robotników.
Niemniej jednak po II wojnie światowej sfera wykorzystania języka górnołużyckiego powiększyła się. Języki łużyckie zostały zrównane w prawie z językiem niemieckim. Działalność wznowiła zamknięta przez nazistów organizacja „Domowina”. Wznowiono wydawanie górnołużyckich czasopism oraz książek. W 1948 ustawodawstwo Saksonii zagwarantowało wsparcie języka i kultury serbołużyckiej, stworzono również warunki umożliwiające zarówno powołanie szkół z językami łużyckimi jako wykładowymi, jak również wprowadzenie języków łużyckich w kontaktach z urzędami państwowymi. Wszystkie te prawa zostały zachowane w mocy również w zjednoczonych Niemczech, co wynikało z porozumienia między NRD i RFN podpisanego we wrześniu 1990 roku. W latach powojennych powołano Łużycką Szkołę Wyższą w Budziszynie (Serbska wyša šula Budyšin), zaczął funkcjonować Instytut Etnografii Serbołużyckiej w składzie Akademii Nauk NRD (obecnie niezależne zarejestrowane stowarzyszenie Instytut Serbołużycki), zaczęto emitować audycje radiowe w języku górnołużyckim, uruchomiono Serbołużycki Teatr Narodowy, powstał zespół folklorystyczny, zaczęły być organizowane festiwale kultury ludowej. Według danych z 1969 roku w dziewięciu szkołach języki łużyckie były wykładowymi, a w kolejnych 85 język łużycki był nauczany jako jeden z przedmiotów.

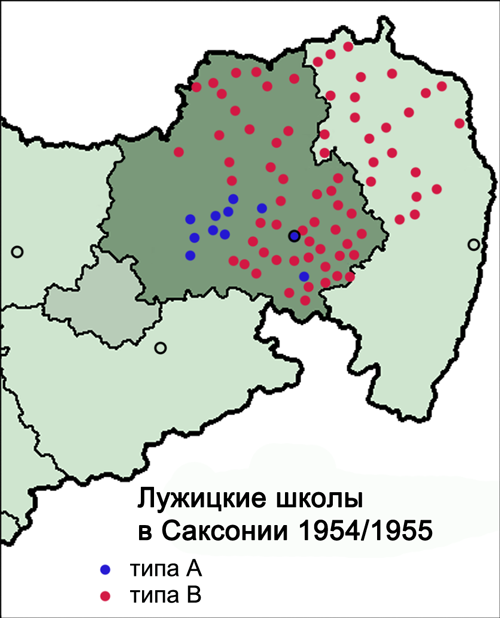
Szkoły łużyckie w roku szkolnym 1954/1955 oznaczone na mapie ze współczesnymi granicami Saksonii

Mimo tego Serbom łużyckim nie udało się wymóc na władzach powołania specjalnej jednostki administracyjnej, która obejmowałaby obszary, na których zwarcie zamieszkiwała ludność słowiańska. Proporcje narodowościowe między niemiecką i słowiańską ludnością Łużyc naruszyło wysiedlenie w 1946 na te tereny Niemców z Sudetów oraz Śląska. W wyniku tych wydarzeń zniknęły praktycznie wszystkie wsie zamieszkane wyłącznie przez Serbołużyczan. Pod koniec lat 50. XX wieku polityka odnośnie do Serbów łużyckich po raz kolejny uległa zmianie i władze ograniczyły wsparcie udzielane językowi i kulturze serbołużyckiej. Plany eksploatacji węgla brunatnego były z jednej strony przyczyną przesiedlenia całych wsi, a z drugiej – spowodowały napływ dużej liczby robotników pochodzenia niemieckiego, którzy byli zatrudniani w kopalniach, przy przetwórstwie węgla, a także przy budowie kolejnych elektrowni. Wszystkie te procesy negatywnie odbiły się na sytuacji języka górnołużyckiego.
Po zjednoczeniu Niemiec reaktywowano organizację Maćica Serbska. Przyjęte w 1992 roku konstytucje krajów związkowych Brandenburgia i Saksonia przewidywały wspieranie języka i kultury serbołużyckiej. W 1991 roku w Saksonii weszła w życie ustawa umożliwiająca nauczanie w ojczystym języku Serbów łużyckich. Ustawy z 1993 roku umożliwiły stworzenie serbołużyckich bądź dwujęzycznych grup w przedszkolach. 1 marca 1998 roku w Łużycach Dolnych zainaugurowano program „Witaj” (oparty na doświadczeniach bretońskiego programu „DIWAN”). Wkrótce wprowadzono go również na terenie Łużyc Górnych. Jednym z założeń programu jest komunikowanie się wychowawcy z dziećmi wyłącznie za pomocą języka łużyckiego.
Przemiany drugiej połowy XX – początku XXI wieku, skierowane na wzmocnienie i rozwój języków łużyckich, umożliwiły rozszerzenie sfery użycia języka górnołużyckiego w życiu społecznym, co z kolei sprzyjało rozwojowi ich leksyki i możliwości stylistycznych. Niemniej jednak w porównaniu z literackim językiem niemieckim funkcje języka górnołużyckiego nadal są ograniczone, a liczba użytkowników języka stale się zmniejsza. W XX i na początku XXI wieku dały o sobie znać główne tendencje rozwoju górnołużyckiego języka literackiego, odziedziczone jeszcze po wcześniejszych epokach. Zapożyczenia językowe i neologizmy pojawiają się w języku górnołużyckim pod wpływem tradycyjnych kontaktów z językiem niemieckim oraz sąsiednimi językami słowiańskimi. Do języka górnołużyckiego przenika również duża ilość internacjonalizmów, co jest cechą wspólną wszystkich współczesnych języków literackich. Przy tworzeniu nowych słów w języku górnołużyckim najbardziej produktywnym było w XX wieku stosowanie kalek językowych na wzór konstrukcji niemieckich, na przykład datowa banka (‘baza danych’ z niemieckiego Datenbank), pomnikoškit (‘ochrona zabytków’, z niemieckiego Denkmalschutz) i inne. Stało się tak, gdyż nowe pojęcia przychodzą do języka łużyckiego za pośrednictwem języka niemieckiego. Język niemiecki jest dla górnołużyckiego również głównym pośrednikiem w przyswajaniu internacjonalizmów. Jednocześnie do języka górnołużyckiego prawie w ogóle nie przenikają bezpośrednie zapożyczenia leksykalne z języka niemieckiego. Po II wojnie światowej zwiększa się liczba zapożyczeń nowych słów z języka czeskiego i polskiego, w tym również stworzonych za pomocą kalek językowych, na przykład wulkowiki (‘targi’, z czeskiego veletrh), wučbnica (‘podręcznik’, z czeskiego učebnice), spěšnosmykanje (‘łyżwiarstwo szybkie’, z czeskiego rychlobruslení), telewizija (pod wpływem czeskiego ‘televize’ i polskiego ‘telewizja’), prosta (pod wpływem polskiego ‘prosta’ [w znaczeniu ‘linia’]) itd. Po II wojnie światowej zauważalny był również wpływ języka rosyjskiego. W większości zapożyczano z niego terminologię szeroko używaną w okresie socjalizmu – aktiw, kolektiw, kombajn, kombinat i inne.

### Fonetyka historyczna
Tak zwana metateza spółgłosek płynnych w języku łużyckim odbyła się bez wzdłużenia samogłoski i w śródgłosie wyglądała następująco: *TorT, *TolT, *TerT *TelT > TroT, TloT, TreT, TleT (przy intonacji opadającej) oraz TróT, TlóT, TrěT, TlěT (przy intonacji rosnącej lub w sylabie znajdującej się przed sylabą akcentowaną), w nagłosie grupy typu *orT, *olT przy intonacji wznoszącej przekształciły się w raT, laT, a przy intonacji opadającej oraz nowoakutowej – w roT, loT (gdzie T jest dowolną spółgłoską).
Podobnie jak w języku polskim i czeskim obie prasłowiańskie głoski zredukowane przeszły w pozycji silnej w e. Samogłoski pełne, znajdujące się w sylabie przed głoskami zredukowanymi w słabej pozycji, uległy po zaniku jerów wzdłużeniu. Długie *ē oraz *ō w pozycji akcentowanej przeszły w samogłoski półprzymknięte, oznaczane we współczesnym alfabecie górnołużyckim przez litery ě oraz ó. Prasłowiańska głoska *ē upodobniła się do *ě. W późniejszym czasie przed spółgłoskami tylnojęzykowymi oraz wargowymi dźwięk ó przeszedł w o: mloko – w mlóce (‘mleko’ – ‘w mleku’). Powyższa zmiana zaszła dopiero w XIX wieku. Wraz z upływem czasu zanikł podział na głoski długie i krótkie, natomiast akcent ustabilizował się na pierwszej sylabie (podczas gdy akcent w języku prasłowiańskim był swobodny).
Zgłoskotwórcze ṛ dało w języku górnołużyckim or: *kъrmiti > *kṛmiti > kormić (‘karmić’), w podobny sposób uległo przekształceniu ṛ’ w pozycji przed twardą spółgłoską zębową: pьrstъ > pṛ’stъ > porst (‘palec’), w pozostałych pozycjach nastąpiło przejście w er z uprzednim zmiękczeniem: *pьrstenь > * *pṛ’stenь > pjeršćeń (‘pierścień’). Zgłoskotwórcze ḷ przeszło w oł: *dъlgъ > *dḷgъ > dołh (‘dług’). Podobnie zachowało się ḷ’ przed twardymi spółgłoskami zębowymi: *pьlnъ > *pḷ’nъ > połny (‘pełny’), w innych pozycjach przeszło ono w el z uprzednim zmiękczeniem: *vьlkъ > *vḷ’kъ > wjelk (‘wilk’).
Samogłoski nosowe zanikły w językach łużyckich w drugiej połowie XII wieku. Zdaniem J. Nalepy wpływ na ten proces miały oddziaływania języka czeskiego.
Samogłoska a między dwiema spółgłoskami miękkimi przeszła w języku górnołużyckim w e: jejo (‘jajo’), žel (‘żal’). Zmiana ta datowana jest na podstawie świadectw pisanych na XVII – XVIII wiek, nie zaszła ona w dialekcie holańskim oraz wschodnioholańskim.
Podobnie jak w języku czeskim, słowackim oraz ukraińskim w języku górnołużyckim spółgłoska zwarta miękkopodniebienna dźwięczna g przeszła w spółgłoskę szczelinową krtaniową dźwięczną h. Dźwięk g w języku górnołużyckim spotykany jest jedynie w relatywnie późnych zapożyczeniach bądź w słowach nacechowanych ekspresyjnie. Opierając się na danych pochodzących ze świadectw pisanych, J. Nalepa datuje początek przejścia g > h na koniec XIII wieku. G. Stone uważa, że proces ten rozpoczął się już w XII wieku i sądzi, że postępował on z południa w kierunku północnym. G. Schaarschmidt, posługując się danymi ze świadectw pisanych i toponimów, uważa, że etapem przejściowym w tym procesie było pojawienie się stadium spółgłoski szczelinowej miękkopodniebiennej dźwięcznej γ (podobnie jak w języku białoruskim), a także, że dźwięk γ istniał w języku górnołużyckim już w XII wieku, a w XIV przeszedł w h. W późniejszym okresie dźwięk h zanikł w języku górnołużyckim praktycznie we wszystkich pozycjach (z wyjątkiem pozycji przed samogłoską z jednoczesnym położeniem nie po spółgłosce). W dialektach wernakularnych i potocznym języku górnołużyckim dźwięk ten zniknął również w pozycji interwokalicznej. Pierwsze teksty zaświadczające opisywany zanik pochodzą z początku XVII wieku.
Podobnie jak w języku polskim (i początkowo w kaszubskim) w językach łużyckich miękkie zębowe ť oraz ď przeszły w afrykaty ć oraz dź na wzór: *tělo > ćěło (‘ciało’), *devętь > dźewjeć (‘dziewięć’). Fonologizacja rezultatów opisywanego przekształcenia odbyła się już w XIII wieku. W późniejszym czasie w języku górnołużyckim ć pokryło się z č, а dź z allofonem č – dž, co spowodowało jego fonologizację. Prasłowiańskie połączenia *šč oraz *ždž początkowo uległy uproszczeniu odpowiednio do * šť oraz *žď, a następnie na skutek afrykatyzacji ť oraz ď – do šć и ždź. Miękkie c’, z’ oraz s’ stwardniały, przy tym występujące po nich i oraz ě przeszły w y: *cělъ > cyły, *sila > syła, *zima > zyma.
Afrykata ʒ, podobnie jak w przypadku większości języków słowiańskich, uprościła się do z: mjeza (miedza).
Podobnie jak w języku czeskim i polskim r’ w pozycji po spółgłoskach p, t oraz k przeszedł w ř. W języku górnołużyckim dźwięk ten przekształcił się później w š. Jeszcze później zaszło uproszczenie połączenia tš do c’.
Spółgłoska szczelinowa miękkopodniebienna bezdźwięczna x na początku morfemu przeszła w języku górnołużyckim w przydechowe k (kʰ) w pozycji przed samogłoską oraz w nieprzydechowe k – przed płynnymi. Przemiana ta zaświadczona jest przez teksty pisane już poczynając od XVI wieku, nie znalazła ona jednak odbicia we współczesnej ortografii górnołużyckiej.
Podobnie jak w języku polskim twarda głoska ł przeszła w dwuwargowy dźwięk w (zjawisko zaświadczone pisemnie począwszy od XVII wieku), z wyjątkiem gwar północno-wschodnich. Natomiast miękka głoska l’ w pozycji przed samogłoskami przednimi uzyskała dziąsłową artykulację (jak w języku niemieckim).
Dźwięk w wypadł w językach łużyckich w nagłosowych grupach gw- oraz xw- – na przykład: *gvozdь > hózdź (‘gwóźdź’); *xvorstъ > chróst (‘chrust’) – jak również na początku słowa przed spółgłoską, a także po spółgłosce przed u. Proces ten rozpoczął się prawdopodobnie jeszcze przed XIII wiekiem, a zakończył się w XVI wieku. Miękkie w’ w środku słowa w pozycji interwokalicznej i przed samogłoską, a także na końcu słowa, przeszło w j: prajić (‘mówić’, podobnie do archaicznego polskiego prawić), mužej (‘mężowi’), krej (‘krew’).
Przed spółgłoskami miękkimi znajdującymi się na końcu słowa bądź przed inną spółgłoską (a przed pierwotnie miękkimi zębowymi afrykatami i spirantami również i w innych pozycjach) w języku górnołużyckim pojawiało się epentetyczne j. Jeśli j pojawiało się po e bądź ě, to poprzedzająca tę samogłoskę spółgłoska ulegała stwardnieniu. Procesowi stwardnienia ulegała również spółgłoska ń przed inną spółgłoską. Opisywane zjawisko nie znalazło odzwierciedlenia w ortografii: dźeń [ˈd͡ʒejn] (‘dzień’), ležeć [ˈlejʒet͡ʃ] (‘leżeć’), tež [tejʃ] (‘też’), chěža [ˈkʰejʒa] (‘dom’). Przypuszczalnie epentetyczne j pojawiło się w języku górnołużyckim już pod koniec XVI wieku.
W szeregu gwar górnołużyckich nastąpiło ponadto zastąpienie dziąsłowego r spółgłoską drżącą języczkową. Wyjaśniane jest to wpływem języka niemieckiego.

### Morfologia historyczna
W sferze morfologii charakterystyczne dla języka górnołużyckiego są zarówno procesy historyczne wspólne dla wszystkich języków zachodniosłowiańskich, jak i specyficzne tylko dla języków serbołużyckich, w tym znane jedynie językowi górnołużyckiemu i jego dialektom.
Niektóre z zasadniczych procesów językowych, które ujawniły się w trakcie historii języka górnołużyckiego:
- Zachowanie kategorii liczby podwójnej, utraconej przez większość języków słowiańskich, wraz z rozwojem ogólnego końcowego wykładnika gramatycznego -j, który pojawia się w formach gramatycznych różnych części mowy w liczbie podwójnej: Na brjoze staj dwaj mokraj rybakaj (‘Na brzegu siedzieli dwaj mokrzy rybacy’) / Na brjoze stej dwaj mokrej rybačkaj sedźałoj (‘Na brzegu siedziały dwa mokre zimorodki’) itp.
- Wykształcenie się kategorii osobowości w liczbie pojedynczej i podwójnej rzeczowników rodzaju męskiego i słów pozostających z nimi w związku zgody: w mianowniku liczby mnogiej: Widźach, zo su třo mokri rybacy na brjoze sedźeli (‘Widziałem, że na brzegu siedzieli trzej mokrzy rybacy’) oraz w bierniku liczby mnogiej Widźach třoch mokrych rybakow na brjoze sedźeć (‘Widziałem siedzących na brzegu trzech mokrych rybaków’), ale Widźach, zo su tři mokre rybački na brjoze sedźeli (‘Widziałem, że na brzegu siedziały trzy mokre zimorodki’) czy też Widźach tři mokre rybački na brjoze sedźeć (‘Widziałem siedzące na brzegu trzy mokre zimorodki’).
- Zanik formy supinum w systemie czasownika, która to z kolei zachowała się w języku dolnołużyckim.
- Zachowanie w języku literackim oraz w południowych dialektach języka górnołużyckiego form prostych czasów przeszłych czasownika. Ich zanik nastąpił natomiast w dialektach północnych języka górnołużyckiego oraz w dialektach dolnołużyckich (do literackiego języka dolnołużyckiego były one wprowadzone sztucznie poprzez analogię z językiem górnołużyckim).

### Historia pisma
Do XIX wieku książki łużyckie drukowane były frakturą zgodnie z zasadami ortografii niemieckiej. W 1827 H. Zejler zaczął wykorzystywać „ortografię czesko-słowiańską”, z drobnymi modyfikacjami w stosunku do pierwowzoru. Wysiłki J. Smolera doprowadziły do powstania „ortografii analogicznej” (to jest skonstruowanej na zasadach analogii do innych słowiańskich pisowni, przede wszystkim czeskiej). Opracowany przez siebie system J. Smoler po raz pierwszy wykorzystał w druku w 1841 w swej książce Mały Serb abo Serbske a Njemske Rozmołwjenja. Charakterystycznymi cechami tej ortografii są:
- wykorzystanie antykwy;
- użycie umieszczanych nad literą znaków diakrytycznych ˇ (háček) oraz ´ (čárka);
- oznaczenie miękkości spółgłosek przed samogłoskami (z wyjątkiem i) za pomocą litery j, a przed spółgłoskami i na końcu słowa za pomocą znaku ´[125].

W 1843 J. Smoler wprowadził do swej pisowni pewne zmiany:
- zamienił pisownię je na ě;
- dž zostało zamienione na dź;
- pisownia kš, pš oraz ts została zastąpiona połączeniami odpowiednio kř, př oraz tř:
- poniechał oznaczania miękkości za pomocą litery j po spółgłoskach palatalnych oraz pierwotnie palatalnych.

Pisownię podobną do tej propagowanej przez Smolera, wykorzystał Jan Jordan w swojej gramatyce Grammatik der wendisch-sorbischen Sprache (1841).

## Charakterystyka lingwistyczna

### Fonetyka i fonologia

#### Samogłoski
W języku górnołużyckim istnieje 7 samogłosek:
|                                 | Przednie                              | Centralne                             | Tylne                                 |                                       |                                       |
| Przymknięte                     | \| i • ɨ • • u e • • o ɛ • • ɔ a • \| | \| i • ɨ • • u e • • o ɛ • • ɔ a • \| | \| i • ɨ • • u e • • o ɛ • • ɔ a • \| | \| i • ɨ • • u e • • o ɛ • • ɔ a • \| | \| i • ɨ • • u e • • o ɛ • • ɔ a • \| |
| Półprzymknięte                  | \| i • ɨ • • u e • • o ɛ • • ɔ a • \| | \| i • ɨ • • u e • • o ɛ • • ɔ a • \| | \| i • ɨ • • u e • • o ɛ • • ɔ a • \| | \| i • ɨ • • u e • • o ɛ • • ɔ a • \| | \| i • ɨ • • u e • • o ɛ • • ɔ a • \| |
| Półotwarte                      | \| i • ɨ • • u e • • o ɛ • • ɔ a • \| | \| i • ɨ • • u e • • o ɛ • • ɔ a • \| | \| i • ɨ • • u e • • o ɛ • • ɔ a • \| | \| i • ɨ • • u e • • o ɛ • • ɔ a • \| | \| i • ɨ • • u e • • o ɛ • • ɔ a • \| |
| Otwarte                         | \| i • ɨ • • u e • • o ɛ • • ɔ a • \| | \| i • ɨ • • u e • • o ɛ • • ɔ a • \| | \| i • ɨ • • u e • • o ɛ • • ɔ a • \| | \| i • ɨ • • u e • • o ɛ • • ɔ a • \| | \| i • ɨ • • u e • • o ɛ • • ɔ a • \| |
| i • ɨ • • u e • • o ɛ • • ɔ a • | \| i • ɨ • • u e • • o ɛ • • ɔ a • \| | \| i • ɨ • • u e • • o ɛ • • ɔ a • \| | \| i • ɨ • • u e • • o ɛ • • ɔ a • \| | \| i • ɨ • • u e • • o ɛ • • ɔ a • \| | \| i • ɨ • • u e • • o ɛ • • ɔ a • \| |

Średniowysokie samogłoski o oraz e, oznaczane na piśmie jako ó i ě, przejawiają tendencję do dyftongizacji. Samogłoska i, wymawiania po spółgłoskach miękkich, a także po l, ch, h, k, g, oraz samogłoska ɨ, wymawiana po twardych spółgłoskach, są wariantami jednego fonemu i.
|  |  |

#### Spółgłoski
Spółgłoski języka górnołużyckiego (w nawiasach ujęto pozycyjne i fakultatywne warianty fonemów):
| Sposób artykulacji ↓ | Dwuwargowe | Wargowo-zębowe | Dziąsłowe     | Zadziąsłowe | Podniebienne | Tylnojęzykowe | Języczkowe | Krtaniowe |
| Zwarte               | p b pʲ bʲ  |                | t d (tʲ) (dʲ) |             |              | k g (kʲ) (gʲ) |            |           |
| Przydechowe          |            |                |               |             |              | (kʰ) (kʲʰ)    |            |           |
| Nosowe               | m ʲ        |                | n ʲ           |             |              | (ŋ) (ŋʲ)      |            |           |
| Drżące               |            |                | r ʲ           |             |              |               | (ʀ) (ʀʲ)   |           |
| Afrykaty             |            |                | t͡s ʲ (d͡z)     | ʧ dʒ        |              |               |            |           |
| Szczelinowe          |            | f (fʲ) v (vʲ)  | s z ʲ         | ʃ ʒ         |              | x (xʲ)        |            | ɦ (ɦʲ)    |
| Aproksymanty         | u̯ ʲ        |                |               |             | j            |               |            |           |
| Boczne               |            |                | l (lʲ)        |             |              |               |            |           |

Fonem f pojawił się w systemie fonologicznym języka górnołużyckiego relatywnie niedawno, występuje on w zapożyczeniach i jednym słowie rodzimym – łhać ([fat͡ʃ]). Status fonemu v jest problematyczny, spotykany jest on tylko w zapożyczeniach i w dwóch słowach rodzimych w dialekcie budziszyńskim – zełharny ([zevarnɨ]) ‘fałszywy’ i zełharnosć ([zevarnost͡ʃ]) ‘fałszywość’.

##### Wymowa łużycka a polska
W poniższej tabelce zaprezentowano litery, reprezentujące głoski inne niż w przypadku odpowiednich liter alfabetu polskiego, oraz litery nieznane polskiemu alfabetowi.
| Litera | Polski odpowiednik/wymowa |
| ------ | --- |
| č      | cz (ale jest to głoska miękka) |
| ć      | ć; miękczący znak diaktryczny pisze się zawsze: maći! (matko), ćelacy (cielęcy) |
| dź     | dź; miękczący znak diaktryczny pisze się zawsze: dźenik (dziennik) |
| ě      | pomiędzy polskimi e oraz i |
| h      | nieme przed i za spółgłoską oraz na końcu wyrazu: bahnity (bagnisty) → banity, zhonić so (dowiedzieć się) → zonić so, juh (geogr. południe) → ju                                                               |
| ch     | na początku słowa i za przedrostkiem jak kh: chodojta (wiedźma) → khodojta, na końcu słowa oraz między samogłoskami jednak jak ch: mucha                                                                       |
| ł      | nieme na końcu słowa za spółgłoską: njesł (niósł) → njes, poza tym jak ł |
| ó      | pomiędzy polskimi o oraz u |
| ř      | w dwuznakach kř, př jak polskie rz, choć bardziej miękko: křidło (skrzydło), přistojny (przywoity), natomiast grupę tř wymawia się jako ć: tři (trzy) →ci                                                      |
| š      | sz (ale jest to głoska miękka) |
| w      | na początku słowa przed spółgłoską nieme: wzdać so (wyrzec się) → zdać so, w większości przypadków jak bezdźwięczne u: Serbow (Serbołużyczan) → Serbou, jedynie przed i oraz ě jak w: hwězda (gwiazda) → wězda |
| ž      | ż, w niektórych wyrazach ma przed sobą j w wymowie hdźež (gdzież) → dziejż |

#### Prozodia
Akcent wyrazowy w języku górnołużyckim jest akcentem dynamicznym i pada zazwyczaj na pierwszą sylabę. W słowach czterosylabowych i dłuższych na przedostatnią sylabę pada akcent poboczny (ˈdźiwaˌdźelnik). W wyrazach złożonych akcent poboczny pada na pierwszą sylabę drugiego członu (ˈzapadoˌslowjanski), w formach stopnia najwyższego przymiotników akcent główny pada na prefiks naj-, a poboczny – na pierwszą sylabę rdzenia (choć możliwe jest także odwrotne akcentowanie). W wyrażeniach typu przyimek+rzeczownik akcent z prostych i złożonych rzeczowników i zaimków przenosi się na przyimek (ˈke mni, ˈdo města), jednak jeśli na rzeczownik pada akcent logiczny, to jednocześnie pada na niego również akcent wyrazowy. W języku górnołużyckim istnieją również enklityki, czyli wyrazy nieposiadające własnego akcentu. W zapożyczeniach akcent pada na tę samą sylabę, co w języku-źródle (literaˈtura, šoˈfer).

### Morfologia
W gramatyce górnołużyckiej wydzielane są następujące części mowy: rzeczownik, przymiotnik, liczebnik, zaimek, przysłówek, czasownik, spójnik, przyimek, partykuła i wykrzyknik.
Rzeczowniki i zaimki w języku górnołużyckim posiadają kategorie rodzaju, liczby, przypadka, żywotności i osobowości. Jak i w innych językach słowiańskich w języku górnołużyckim wyróżniany jest rodzaj męski, żeński i nijaki.Kategoria żywotności charakterystyczna jest dla rzeczowników rodzaju męskiego i uzgodnionych z nimi słów w liczbie pojedynczej. Kategoria osobowości ujawnia się w rzeczownikach rodzaju męskiego i uzgodnionych z nimi słowach w liczbie podwójnej i mnogiej. W kategorii liczby zachowała się archaiczna liczba podwójna, którą we współczesnych językach słowiańskich można spotkać jeszcze tylko w języku dolnołużyckim oraz słoweńskim (jednak o ile w języku prasłowiańskim forma miejscownika liczby podwójnej zbiegała się z formą dopełniacza, to w języku górnołużyckim zaczęła być równa celownikowi-narzędnikowi). Rzeczowniki i zaimki odmieniają się przez sześć przypadków: mianownik, dopełniacz, celownik, biernik, narzędnik i miejscownik, istnieje także osobna forma wołacza (mają tę formę jednak tylko rzeczowniki męskoosobowe, prócz zakończonych na -a, oraz rzeczownik rodzaju żeńskiego mać – ‘matka’).

#### Rzeczownik

##### Liczba pojedyncza
W liczbie pojedynczej wyróżniana jest z jednej strony deklinacja rzeczowników (wěcownik, substantiw) rodzaju męskiego i nijakiego, a z drugiej – rodzaju żeńskiego. Przed końcówką -e w celowniku rzeczowników rodzaju żeńskiego oraz miejscowniku wszystkich rzeczowników zachodzi wymiana twardej spółgłoski tematu na miękką, a także wymiana d – dź, t – ć, ł – l, h – z, ch – š, k – c, g – z. Rzeczowniki rodzaju męskiego i nijakiego z miękkimi i stwardniałymi spółgłoskami w miejscowniku, a także w większości przypadków na g, h, ch, k, ł i na niektóre inne spółgłoski kończą się na -u, a nie na -e. W rzeczownikach na h, ch, k przed rzadko spotykaną końcówką -e następują wymiany h – z, ch – š, k – c. Rzeczowniki rodzaju żeńskiego z tematem na z, c, s w celowniku i miejscowniku mają końcówkę -y. Rzeczowniki rodzaju żeńskiego z tematem na k, g, ch, h w dopełniaczu mają końcówkę -i.
- Rodzaj męski. Przykłady deklinacji rzeczowników rodzaju męskiego: nan (‘ojciec’), jěž (‘jeż’), dub (‘dąb’) i ćerń (‘cierń’)[138]:

| Przypadek   | Żywotne                    | Żywotne                    | Nieżywotne                 | Nieżywotne                 |
| Przypadek   | temat na twardą spółgłoskę | temat na miękką spółgłoskę | temat na twardą spółgłoskę | temat na miękką spółgłoskę |
| ----------- | -------------------------- | -------------------------- | -------------------------- | -------------------------- |
| Mianownik   | nan                        | jěž                        | dub                        | ćerń                       |
| Dopełniacz  | nana                       | jěža                       | duba                       | ćernja                     |
| Celownik    | nanej                      | jěžej                      | dubej                      | ćernjej                    |
| Biernik     | nana                       | jěža                       | dub                        | ćerń                       |
| Narzędnik   | nanom                      | jěžom                      | dubom                      | ćernjom                    |
| Miejscownik | nanje                      | jěžu                       | dubje                      | ćernju                     |

Niektóre proste rzeczowniki nieżywotne w dopełniaczu mogą mieć obok końcówki -a także końcówkę -u: hroda/hrodu (‘twierdzy’), doma/domu (‘domu’), loda/lodu (‘lodu’), mjeda/mjedu (‘miodu’) itp. W celowniku niektórych rzeczowników obok końcówki -u spotykana jest także końcówka -ej: ludu, měru (‘światu’), wozu itp., słowo bóh (‘Bóg’) w celowniku przyjmuje wyłącznie końcówkę -u. W bierniku końcówki rzeczowników żywotnych zbiegają się z końcówkami dopełniacza, natomiast nieżywotnych – mianownika.
Szczególne paradygmaty rzeczowników na -a oraz nazw własnych na -o: predsyda (‘przewodniczący’), predsydy, predsydźe, predsydu, predsydu, predsydźe; ćěsla (‘cieśla’), ćěsle, ćěsli, ćěslu, ćěslu, ćěsli; Beno, Bena, Benej, Bena, Benom, Benje.
- Rodzaj żeński i nijaki. Przykłady deklinacji rzeczowników rodzaju nijakiego: słowo (‘słowo’), morjo (‘morze’), ranje (‘ranek’) oraz rodzaju żeńskiego: žona (‘kobieta’, ‘żona’), kólnja (‘stodoła’) i hródź (‘obora’)[138]:

| Przypadek   | Rodzaj nijaki              | Rodzaj nijaki              | Rodzaj żeński              | Rodzaj żeński              |
| Przypadek   | temat na twardą spółgłoskę | temat na miękką spółgłoskę | temat na twardą spółgłoskę | temat na miękką spółgłoskę |
| ----------- | -------------------------- | -------------------------- | -------------------------- | -------------------------- |
| Mianownik   | słowo                      | morjo, ranje               | žona                       | kólnja, hródź              |
| Dopełniacz  | słowa                      | morja                      | žony                       | kólnje, hródźe             |
| Celownik    | słowu                      | morju                      | žonje                      | kólni, hródźi              |
| Biernik     | słowo                      | morjo, ranje               | žonu                       | kólnju, hródź              |
| Narzędnik   | słowom                     | morjom                     | žonu                       | kólnju, hródźu             |
| Miejscownik | słowje                     | morju                      | žonje                      | kólni, hródźi              |

W mianowniku i bierniku rzeczownik knjeni (‘pani’) przybiera końcówkę -i, w pozostałych przypadkach odmienia się jak słowo kólnja (‘stodoła’). Rzeczowniki typu kuchnja (‘kuchnia’), bróžnja (‘stodoła’) mają paralelne formy kucheń, bróžeń. Rzeczowniki typu spěwanje (‘śpiewanie’), drěnje (‘szarpanie’), ranje (‘ranek’) mają końcówkę -e, w pozostałych przypadkach odmieniają się jak słowo morjo (‘morze’). Rzeczowniki škla (‘miska’) i woš (‘wesz’) mają w dopełniaczu formy šklě i wši. W celowniku i miejscowniku rzeczowniki stwa (‘pokój’) i hra (‘gra’) mają końcówkę -ě.

##### Liczba podwójna
Końcówki rzeczowników rodzaju męskiego w mianowniku i bierniku liczby podwójnej różnią się od końcówek rzeczowników rodzaju żeńskiego i nijakiego. Rzeczowniki rodzaju męskiego przybierają różne końcówki w bierniku liczby podwójnej w zależności od tego, czy oznaczają one osobę, czy też nie. W przypadku rzeczowników oznaczających przedmioty występujące parzyście zamiast form liczby podwójnej mogą być używane formy liczby mnogiej: nohi zamiast noze (‘nogi’), ruki zamiast ruce (‘ręce’). Przed końcówką -e w mianowniku i bierniku w rzeczownikach rodzaju żeńskiego i nijakiego zachodzi wymiana twardej spółgłoski tematu na miękką, a także wymiany d – dź, t – ć, ł – l, h – z, ch – š, k – c, g – z. Po spółgłoskach miękkich w mianowniku i bierniku następuje wymiana a – e. Rzeczowniki rodzaju nijakiego i żeńskiego z tematem na z, c, s w mianowniku i bierniku mają końcówkę -y.
Przykłady deklinacji rzeczowników rodzaju męskiego: nanaj (‘dwaj ojcowie’), mužej (‘dwaj mężowe’, ‘dwoje ludzi’), psykaj (‘dwa psy’) i ježej (‘dwa jeże’), rodzaju żeńskiego: žonje (‘dwie żony’, ‘dwie kobiety’) oraz rodzaju nijakiego: mori (‘dwa morza’):
| Przypadek   | Rodzaj męski               | Rodzaj męski               | Rodzaj męski               | Rodzaj męski               | Rodzaj żeński i nijaki     | Rodzaj żeński i nijaki     |
| Przypadek   | męskoosobowe               | męskoosobowe               | niemęskoosobowe            | niemęskoosobowe            | Rodzaj żeński i nijaki     | Rodzaj żeński i nijaki     |
| Przypadek   | temat na spółgłoskę twardą | temat na spółgłoskę miękką | temat na spółgłoskę twardą | temat na spółgłoskę miękką | temat na spółgłoskę twardą | temat na spółgłoskę miękką |
| ----------- | -------------------------- | -------------------------- | -------------------------- | -------------------------- | -------------------------- | -------------------------- |
| Mianownik   | nanaj                      | mužej                      | psykaj                     | ježej                      | žonje                      | mori                       |
| Dopełniacz  | nanow                      | mužow                      | psykow                     | ježow                      | žonow                      | morjow                     |
| Celownik    | nanomaj                    | mužomaj                    | psykomaj                   | ježomaj                    | žonomaj                    | morjomaj                   |
| Biernik     | nanow                      | mužow                      | psykaj                     | ježej                      | žonje                      | mori                       |
| Narzędnik   | nanomaj                    | mužomaj                    | psykomaj                   | ježomaj                    | žonomaj                    | morjomaj                   |
| Miejscownik | nanomaj                    | mužomaj                    | psykomaj                   | ježomaj                    | žonomaj                    | morjomaj                   |

W mianowniku i bierniku rzeczowniki stwa i hra mają końcówkę -ě. Rzeczowniki wucho (‘ucho’) i woko (‘oko’) przybierają w mianowniku i bierniku formy wuši i woči.
Szczególne paradygmaty rzeczowników na -a: predsydaj (‘dwaj kierownicy’), predsydow, predsydomaj, predsydow, predsydomaj, predsydomaj; ćěslej (‘dwaj cieśle’), ćěslow, ćěslomaj, ćěslow, ćěslomaj, ćěslomaj.

##### Liczba mnoga
W zależności od końcówek występujących w mianowniku i bierniku liczby mnogiej wszystkie rzeczowniki dzielą się na trzy grupy: rzeczowniki rodzaju męskiego, oznaczające osoby (męskoosobowe), pozostałe rzeczowniki rodzaju męskiego i żeńskiego (niemęskoosobowe) oraz rzeczowniki rodzaju nijakiego.
Przykłady odmiany rzeczowników męskoosobowych: nanojo (‘ojcowie’), mužojo (‘mężowie’, ‘ludzie’), niemęskoosobowych rodzaju męskiego: duby (‘dęby’) oraz rodzaju żeńskiego: kólnje (‘stodoły’), a także rodzaju nijakiego: słowa (‘słowa’) i morja (‘morza’):
| Przypadek   | Rodzaj męski i żeński      | Rodzaj męski i żeński      | Rodzaj męski i żeński       | Rodzaj męski i żeński       | Rodzaj nijaki              | Rodzaj nijaki              |
| Przypadek   | rzeczowniki męskoosobowe   | rzeczowniki męskoosobowe   | rzeczowniki niemęskoosobowe | rzeczowniki niemęskoosobowe | Rodzaj nijaki              | Rodzaj nijaki              |
| Przypadek   | temat na twardą spółgłoskę | temat na miękką spółgłoskę | temat na twardą spółgłoskę  | temat na miękką spółgłoskę  | temat na twardą spółgłoskę | temat na miękką spółgłoskę |
| ----------- | -------------------------- | -------------------------- | --------------------------- | --------------------------- | -------------------------- | -------------------------- |
| Mianownik   | nanojo                     | mužojo                     | duby                        | kólnje                      | słowa                      | morja                      |
| Dopełniacz  | nanow                      | mužow                      | dubow                       | kólnjow                     | słowow                     | morjow                     |
| Celownik    | nanam                      | mužam                      | dubam                       | kólnjam                     | słowam                     | morjam                     |
| Biernik     | nanow                      | mužow                      | duby                        | kólnje                      | słowa                      | morja                      |
| Narzędnik   | nanami                     | mužemi                     | dubami                      | kólnjemi                    | słowami                    | morjemi                    |
| Miejscownik | nanach                     | mužach                     | dubach                      | kólnjach                    | słowach                    | morjach                    |

Rzeczowniki niemęskoosobowe rodzaju męskiego i żeńskiego z tematem na k, g, ch, h w mianowniku i bierniku mają końcówkę -i. W dopełniaczu po spółgłoskach miękkich zachodzi wymiana a – e. Rzeczowniki męskosobowe mają w mianowniku zazwyczaj końcówkę -ojo. Rzeczowniki z sufiksami -ar-, -er-, -el-, -ol-, -an- mają końcówkę -jo (przed którą w sufiksie -an- zachodzi wymiana a – e). Rzeczowniki z tematem na -c i -k mają końcówkę -y (z wymianą k – c przed tą końcówką). Niektóre rzeczowniki mają końcówkę -i bądź -a, przed którymi zachodzi wymiana twardej spółgłoski tematu na miękką, a także wymiany t – ć, d – dź, ł – l, ch – š i inne: bratřa (‘bracia’), kmótřa (‘chrzestni’), susodźa (‘sąsiedzi’), husići/husića (‘Husyci’), studenći/studenća (‘studenci’) itp. Rzeczowniki škla i woš przybierają w mianowniku i bierniku formy šklě i wši. Rzeczowniki miękkotematowe lub z tematem na -ł mają w dopełniaczu obok końcówki -ow także paralelną końcówkę -i (rzeczowniki dźěći (‘dzieci’ D l.mn.) i ludźi (‘ludzi’) mają wyłącznie końcówkę -i), rzeczowniki husy (‘gęsi’) i kury (‘kury’) używane bywają zarówno z końcówką -y, jak i -ow. Część rzeczowników ma w dopełniaczu końcówkę zerową: pjenjez (‘pieniędzy’), Drježdźan (‘Drezna’) i inne. Szereg rzeczowników oznaczających istoty żywe przybiera w celowniku obok końcówki -am również paralelną końcówkę -om: wołam/wołom (‘wołom’), kruwam/kruwom (‘krowom’), husam/husom (‘gęsiom’) itp., przy czym niektóre rzeczowniki mają wyłącznie końcówkę -om: dźěćom (‘dzieciom’), ludźom (‘ludziom’) itp. W narzędniku spotykane są paralelne końcówki -ami (-emi) oraz -imi (-ymi): konjemi/konimi (‘końmi’), kruwami/kruwymi (‘krowami’) itp., niektóre rzeczowniki mają jednak wyłącznie końcówkę -imi (-ymi): dźěćimi (‘dziećmi’), ludźimi (‘ludźmi’) itp. W miejscowniku spotykane są paralelne końcówki -ach oraz -och: konjach/konjoch (‘koniach’), kruwach/kruwoch (‘krowach’), swinjach/swinjoch (‘świniach’) itp., niektóre rzeczowniki mają jednak wyłącznie końcówkę -och: dźěćoch (‘dzieciach’), ludźoch (‘ludziach’) itp.
Szczególne paradygmaty rzeczowników na -a: predsydojo (‘kierownicy’), predsydow, predsydam, predsydow, predsydami, predsydach; ćěslojo (‘cieśle’), ćěslow, ćěslam, ćěslow, ćěslemi, ćěslach.

##### Szczególne wypadki odmiany niektórych rzeczowników
Do rzeczowników, które oznaczają istoty niedorosłe, w liczbie pojedynczej oraz podwójnej do tematu dodawany jest sufiks -eć- (oprócz formy mianownika i biernika), natomiast w liczbie mnogiej – sufiks -at-: ćelo (‘cielę’), ćeleća (liczba pojedyncza), ćeleći (liczba podwójna), ćelata (liczba mnoga).
Cechą charakterystyczną części rzeczowników z tematem na spółgłoskę miękką jest dołączanie do tematu sufiksu -en- (z wyjątkiem form mianownika i biernika): znamjo (‘znak’), znamjenja (liczba pojedyncza), znamjeni (liczba podwójna), znamjenja (liczba mnoga).
Do tematu rzeczownika mać we wszystkich formach, prócz form mianownika i biernika, dodawany jest sufiks -er- (w bierniku poprawną jest zarówno forma mać, jak i maćer).
Do rzeczownika dźěćo (‘dziecko’) w liczbie pojedynczej i podwójnej do tematu dołączany jest sufiks -s- (prócz form mianownika i biernika): dźěćo, dźěsća (liczba pojedyncza), dźěsći (liczba podwója). Paradygmat liczby mnogiej: dźěći, dźěći, dźěćom, dźěći, dźěćimi, dźěćoch.

#### Przymiotnik
Przymiotniki (adjektiwy, kajkostniki) dzielą się na trzy klasy:
- jakościowe (kajkostne, kwalitatiwne): stary, młody, wuski (‘wąski’), šěroki, wysoki, niski, němy (‘niemy’), slepy, žiwy, mortwy;
- relacyjne (poćahowe, relaciske), wyrażają one właściwości przedmiotu za pośrednictwem innego przedmiotu: hórski (‘górski’), dobroćiwy (‘życzliwy’), wěriwy (‘wierzący’, ‘ufny’);
- dzierżawcze (přiswojace, posesiwne), wyrażające przynależność: nanowy (‘ojcowski’), maćerny (‘matczyny’).

Wyróżniane są dwa typy odmiany przymiotników – miękki (odmieniają się tak przymiotniki, temat których kończy się na č, š, ž bądź miękkie n oraz w) oraz twardy (dotyczy wszystkich pozostałych przymiotników). Szereg przymiotników to słowa nieodmienne: ryzy (‘rudy’), bosy, nabruń (‘brązowy’), načorń (‘czarniawy’), nazeleń (‘zielonawy’), sćicha (‘cichy’, ‘spokojny’), zhorda (‘dumny’), zwulka (‘wyniosły’) i inne.
Odmiana przymiotników twardego typu na przykładzie przymiotnika mały:
| Przypadek   | Liczba pojedyncza | Liczba pojedyncza | Liczba pojedyncza | Liczba podwójna | Liczba mnoga |
| Przypadek   | rodzaj męski      | rodzaj nijaki     | rodzaj żeński     | Liczba podwójna | Liczba mnoga |
| ----------- | ----------------- | ----------------- | ----------------- | --------------- | ------------ |
| Mianownik   | mały              | małe              | mała              | małej, małaj    | małe, mali   |
| Dopełniacz  | małeho            | małeho            | małeje            | małeju          | małych       |
| Celownik    | małemu            | małemu            | małej             | małymaj         | małym        |
| Biernik     | mały, małeho      | małe              | mału              | małej, małeju   | małe, małych |
| Narzędnik   | małym             | małym             | małej             | małymaj         | małymi       |
| Miejscownik | małym             | małym             | małej             | małymaj         | małych       |

Odmiana przymiotników miękkiego typu na przykładzie przymiotnika tuni (‘tani’):
| Przypadek   | Liczba pojedyncza | Liczba pojedyncza | Liczba pojedyncza | Liczba podwójna | Liczba mnoga  |
| Przypadek   | rodzaj męski      | rodzaj nijaki     | rodzaj żeński     | Liczba podwójna | Liczba mnoga  |
| ----------- | ----------------- | ----------------- | ----------------- | --------------- | ------------- |
| Mianownik   | tuni              | tunje             | tunja             | tunjej          | tunje, tuni   |
| Dopełniacz  | tunjeho           | tunjeho           | tunjeje           | tunjeju         | tunich        |
| Celownik    | tunjemu           | tunjemu           | tunjej            | tunimaj         | tunim         |
| Biernik     | tuni, tunjeho     | tunje             | tunju             | tunjej, tunjeju | tunje, tunich |
| Narzędnik   | tunim             | tunim             | tunjej            | tunimaj         | tunimi        |
| Miejscownik | tunim             | tunim             | tunjej            | tunimaj         | tunich        |

W rodzaju męskim forma biernika liczby pojedynczej zbiega się z formą dopełniacza pod warunkiem, że przymiotnik uzgodniony jest z rzeczownikiem żywotnym. W liczbie podwójnej i mnogiej forma biernika jest tożsama z formą dopełniacza pod warunkiem, że przymiotnik uzgodniony jest z rzeczownikiem męskoosobowym. W męskoosobowych formach mianownika liczby mnogiej zachodzą wymiany spółgłoskowe ch – š, t – ć, d – dź, l – ł przed końcówką -i, przy analogicznych wymianach k – c, h – z sama końcówka przybiera postać -y: wulki (‘duży’) – wulcy (‘duzi’), nahi (‘nagi’) – nazy (‘nadzy’) itp. Język górnołużycki nie zna krótkich form przymiotnika.
Formy stopnia wyższego (komparatiw) i najwyższego (superlatiw) tworzone są tylko od przymiotników relacyjno-jakościowych. Forma stopnia wyższego tworzona jest przy pomocy sufiksów -ši oraz -iši/-yši (-yši występuje po spółgłoskach c, z, s). Niektóre formy stopnia wyższego tworzone są supletywnie: wulki – wjetši, mały – mjeńši, dobry – lěpši, zły – hórši, dołhi – dlěši. Forma stopnia najwyższego tworzona jest poprzez dodanie do formy stopnia wyższego prefiksu naj-. Oprócz syntetycznego sposobu tworzenia stopni przymiotnika istnieje także sposób analityczny, przy którym forma stopnia wyższego tworzona jest poprzez dołączenie do przymiotnika w stopniu równym przysłówka bóle, a stopnia najwyższego – poprzez dołączenie przysłówka najbóle.

#### Liczebnik
Górnołużyckie liczebniki (ličbniki, numerale) dzielone są na następujące klasy:
- główne (kardinalne, zakładne);
- porządkowe (ordinalne, rjadowe);
- zbiorowe (kolektiwne) – towarzyszą rzeczownikom plurale tantum: jedne, dwoje, troje, štwore, pjećore, šesćore;
- wielorakie (diferinciske) – wskazują na pewne zróżnicowanie: jenaki, dwojaki, trojaki, štworaki, pjećoraki;
- mnożne (multiplikatiwne): dwójny (‘podwójny’), trójny (‘potrójny’);
- okolicznościowe (numerale wobstejenja): jónu (‘jednokrotnie’), dwójce (‘dwukrotnie’), trójce (‘trzykrotnie’).

Liczebniki górnołużyckie od jednego do dwudziestu pięciu:
|                       | Główne                                      | Główne        | Porządkowe    | Zbiorowe   |
| formy niemęskoosobowe | formy męskoosobowe                          |               | Porządkowe    | Zbiorowe   |
| --------------------- | ------------------------------------------- | ------------- | ------------- | ---------- |
| 1                     | jedyn (r. m.), jedna (r. ż.), jedne (r. n.) |               | prěni         |            |
| 2                     | dwaj (r. m.), dwě (r. ż, r. n.)             |               | druhi         | dwoje      |
| 3                     | tři                                         | třo           | třeći         | troje      |
| 4                     | štyri                                       | štyrjo        | štwórty       | štwore     |
| 5                     | pjeć                                        | pjećo         | pjaty         | pjećore    |
| 6                     | šěsć                                        | šěsćo         | šěsty         | šěsćory    |
| 7                     | sydom                                       | sydmjo        | sydmy         | sydmore    |
| 8                     | wosom                                       | wosmjo        | wosmy         | wosmory    |
| 9                     | dźewjeć                                     | dźewjećo      | dźewjaty      | dźewjećore |
| 10                    | dźesać                                      | dźesaćo       | dźesaty       | dźesaćore  |
| 11                    | jědnaće                                     | jědnaćo       | jědnaty       | jědnaćore  |
| 12                    | dwanaće                                     | dwanaćo       | dwanaty       | dwanaćore  |
| 13                    | třinaće                                     | třinaćo       | třinaty       |            |
| 14                    | štyrnaće                                    | štyrnaćo      | štyrnaty      |            |
| 15                    | pjatnaće                                    | pjatnaćo      | pjatnaty      |            |
| 16                    | šěsnaće                                     | šěsnaćo       | šěsnaty       |            |
| 17                    | sydomnaće                                   | sydomnaćo     | sydomnaty     |            |
| 18                    | wosomnaće                                   | wosomnaćo     | wosomnaty     |            |
| 19                    | dźewjatnaće                                 | dźewjatnaćo   | dźewjatnaty   |            |
| 20                    | dwaceći                                     | dwacećo       | dwacety       | dwacećore  |
| 21                    | jedynadwaceći                               | jedynadwacećo | jedynadwacety |            |

Liczebniki od trzydziestu do miliarda:
|                       | Główne             | Główne         | Porządkowe     | Zbiorowe |
| formy niemęskoosobowe | formy męskoosobowe |                | Porządkowe     | Zbiorowe |
| --------------------- | ------------------ | -------------- | -------------- | -------- |
| 30                    | třiceći            | třicećo        | třicety        |          |
| 40                    | štyrceći           | štyrcećo       | štyrcety       |          |
| 50                    | pjećdźesat         | pjećdźesaćo    | pjećdźesaty    |          |
| 60                    | šěsćdźesat         | šěsćdźesaćo    | šěsćdźesaty    |          |
| 70                    | sydomdźesat        | sydomdźesaćo   | sydomdźesaty   |          |
| 80                    | wosomdźesat        | wosomdźesaćo   | wosomdźesaty   |          |
| 90                    | dźewjećdźesat      | dźewjećdźesaćo | dźewjećdźesaty |          |
| 100                   | sto                |                | stoty          | stotory  |
| 101                   | sto a jedyn        |                | sto a prěni    |          |
| 200                   | dwě sćě            |                | dwustoty       |          |
| 300                   | tři sta            |                | třistoty       |          |
| 400                   | štyri sta          |                | štyristoty     |          |
| 500                   | pjeć stow          |                | pjećstoty      |          |
| 600                   | šěsć stow          |                | šěsćstoty      |          |
| 700                   | sydom stow         |                | sydomstoty     |          |
| 800                   | wosom stow         |                | wosomstoty     |          |
| 900                   | dźewjeć stow       |                | dźewjećstoty   |          |
| 1000                  | tysac              |                | tysacty        | tysacore |
| 1 000 000             | milion             |                | milionty       |          |
| 2 000 000             | dwaj milionaj      |                | dwumilionty    |          |
| 1 000 000 000         | miliarda           |                | miliardny      |          |

Odmiana liczebnika „jedyn” (‘jeden’):
| Przypadek   | Przypadek   | Liczba pojedyncza | Liczba pojedyncza | Liczba pojedyncza | Liczba mnoga         | Liczba mnoga            |
| Przypadek   | Przypadek   | rodzaj męski      | rodzaj nijaki     | rodzaj żeński     | formy męsko- osobowe | formy niemęsko- osobowe |
| ----------- | ----------- | ----------------- | ----------------- | ----------------- | -------------------- | ----------------------- |
| Mianownik   | Mianownik   | jedyn             | jedne             | jedna             | jedni                | jedne                   |
| Dopełniacz  | Dopełniacz  | jednoho           | jednoho           | jedneje           | jednych              | jednych                 |
| Celownik    | Celownik    | jednomu           | jednomu           | jednej            | jednym               | jednym                  |
| Biernik     | nieżywotne  | jedyn             | jedne             | jednu             | jednych              | jedne                   |
| Biernik     | żywotne     | jednoho           | jedne             | jednu             | jednych              | jedne                   |
| Narzędnik   | Narzędnik   | jednym            | jednym            | jednej            | jednymi              | jednymi                 |
| Miejscownik | Miejscownik | jednym            | jednym            | jednej            | jednych              | jednych                 |

Pod wpływem języka niemieckiego w potocznym języku górnołużyckim liczebnik jedyn często używany jest w funkcji przedimka nieokreślonego.
Odmiana liczebników ‘dwa’, ‘trzy’, ‘cztery’ i ‘pięć’:
| Przypadek   | Dwa                  | Dwa                     | Dwa                    | Trzy                 | Trzy                    | Cztery               | Cztery                  | Pięć                 | Pięć                    |
| Przypadek   | formy męsko- osobowe | formy niemęsko- osobowe | rodzaj nijaki i żeński | formy męsko- osobowe | formy niemęsko- osobowe | formy męsko- osobowe | formy niemęsko- osobowe | formy męsko- osobowe | formy niemęsko- osobowe |
| ----------- | -------------------- | ----------------------- | ---------------------- | -------------------- | ----------------------- | -------------------- | ----------------------- | -------------------- | ----------------------- |
| Mianownik   | dwajo                | dwaj                    | dwě                    | třo                  | tři                     | štyrjo               | štyri                   | pjećo                | pjeć                    |
| Dopełniacz  | dwejoch              | dweju                   | dweju                  | třoch                | třoch                   | štyrjoch             | štyrjoch                | pjećoch              | pjećoch                 |
| Celownik    | dwejom               | dwěmaj                  | dwěmaj                 | třom                 | třom                    | štyrjom              | štyrjom                 | pjećom               | pjećom                  |
| Biernik     | dweju (dwejoch)      | dweju                   | dwě                    | třoch                | tři                     | štyrjoch             | štyri                   | pjećoch              | pjeć                    |
| Narzędnik   | dwejomi              | dwěmaj                  | dwěmaj                 | třomi                | třomi                   | štyrjomi             | štyrjomi                | pjećomi              | pjećomi                 |
| Miejscownik | dwejoch              | dwěmaj                  | dwěmaj                 | třoch                | třoch                   | štyrjoch             | štyrjoch                | pjećoch              | pjećoch                 |

Formy męskoosobowe liczebnika ‘dwa’, oprócz formy biernika dweju, mają charakter potoczny. Liczebniki od 6 do 99 odmieniają się jak liczebnik ‘pięć’. Liczebniki „tysiąc”, „milion” i „miliard” odmieniają się jak rzeczowniki. Liczebniki począwszy od „pięciu” odmieniają się tylko, jeśli są wykorzystywane jako samodzielne człony. Jeśli używane są one w związkach wyrazowych, to pozostają nieodmienne.

#### Zaimek
Zaimki (naměstniki, pronomeny) języka górnołużyckiego dzielą się na następujące klasy:
- osobowe (wosobowe, personalne)
  - główne (zakładne): ja, mój, my, ty, wój, wy, wón, wona, wono;
  - dzierżawcze (přiswojowace, posesiwne): mój, naju, naš, twój, waju, waš, jeho, jeje;
- wskazujące (pokazowace, demonstratiwne): tón, tutón, wony, tamny, tamón;
- zwrotne (wróćace, refleksiwne)
  - główne: sebje/so;
  - dzierżawcze: swój;
- pytające (prašace, interrogatiwne): štó, što, čeji, kotry, kajki, hdy, kak, hdźe, kelko;
- względne (poćahowe, relatiwne): kiž, kotryž, čejiž;
- przeczące (zaprěwace, negatiwne). Tworzone są przy pomocy prefiksu ni- od zaimków pytających: nichtó (‘nikt’), ničo (‘nic’), ničeji (‘niczyj’), nikajki (‘żaden’), nihdy (‘nigdy’), nihdźe (‘nigdzie’)[156];
- nieokreślone (bjezmězne, indefinitne). Tworzone są przy pomocy sufiksu ně- od zaimków pytających: něchtó (‘ktoś’), něšto (‘coś’), něčeji (‘niczyj’), někajki (‘jakiś’), něhdy (‘kiedyś’), něhdźe (‘gdzieś’)[156][157];
- upowszechniające (spowšitkowujiwace): wšón, wšitkón, kóždy;
- limitatywne (limitatiwne): sam, samy, samón;
- określające (hódnoćace): samsny, jenaki.

Odmiana zaimków osobowych w 1. i 2. osobie:
| Przypadek   | 1. osoba  | 1. osoba | 1. osoba   | 2. osoba  | 2. osoba | 2. osoba   |
| Przypadek   | ‘ja’      | ‘my’     | ‘my dwoje’ | ‘ty’      | wy       | ‘wy dwoje’ |
| ----------- | --------- | -------- | ---------- | --------- | -------- | ---------- |
| Mianownik   | ja        | my       | mój        | ty        | wy       | wój        |
| Dopełniacz  | mje, mnje | nas      | naju       | tebje, će | was      | waju       |
| Celownik    | mi, mni   | nam      | namaj      | tebi, ći  | wam      | wamaj      |
| Biernik     | mje, mnje | nas      | naju       | tebje, će | was      | waju       |
| Narzędnik   | mnu       | nami     | namaj      | tobu      | wami     | wamaj      |
| Miejscownik | mni       | nas      | namaj      | tebi      | was      | wamaj      |

Odmiana zaimków osobowych w trzeciej osobie:
| Przypadek   | Przypadek   | Liczba pojedyncza | Liczba pojedyncza | Liczba pojedyncza | Liczba podwójna    | Liczba podwójna       | Liczba mnoga       | Liczba mnoga          |
| Przypadek   | Przypadek   | rodzaj męski      | rodzaj nijaki     | rodzaj żeński     | formy męskoosobowe | formy niemęskoosobowe | formy męskoosobowe | formy niemęskoosobowe |
| ----------- | ----------- | ----------------- | ----------------- | ----------------- | ------------------ | --------------------- | ------------------ | --------------------- |
| Mianownik   | Mianownik   | wón               | wono, wone        | wona              | wonaj              | wonej                 | woni               | wone                  |
| Dopełniacz  | Dopełniacz  | jeho, njeho       | jeho, njeho       | jeje, njeje       | jeju, njeju        | jeju, njeju           | jich, nich         | jich, nich            |
| Celownik    | Celownik    | jemu, njemu       | jemu, njemu       | jej, njej         | jimaj, nimaj       | jimaj, nimaj          | jim, nim           | jim, nim              |
| Biernik     | nieżywotne  | jón, njón         | je, jo, nje, njo  | ju, nju           | jeju, njeju        | jej, njej             | jich, nich         | je, nje               |
| Biernik     | żywotne     | jeho, njeho       | je, jo, nje, njo  | ju, nju           | jeju, njeju        | jej, njej             | jich, nich         | je, nje               |
| Narzędnik   | Narzędnik   | nim               | nim               | njej              | nimaj              | nimaj                 | nimi               | nimi                  |
| Miejscownik | Miejscownik | nim               | nim               | njej              | nimaj              | nimaj                 | nich               | nich                  |

Zaimki w formie trzeciej osoby użyte po przyimku rozpoczynają się od n-: bjez njeho (‘bez niego’).

#### Przysłówek
Przysłówki (adwerby, přisłowjesniki) dzielą się w języku górnołużyckim na przydawkowe (determinatiwne) i okolicznościowe (adwerby wobstejenja). Pierwsza klasa przysłówków dzielona jest z kolei na przysłówki jakościowe (kwalitatiwne), które określają działanie bądź stan z punktu widzenia jakości (krasnje, derje, ćicho), oraz ilościowe (kwantitatiwne).
Przysłówki tworzone są od przymiotników za pomocą sufiksów -e, -o oraz -i. Najbardziej produktywnym spośród nich jest sufiks -e: słabje (‘słabo’), hrubje (‘grubo’), wědomje (‘świadomie’), měrliwje (‘pokojowo’), nahle (‘niespodziewanie’), mile (‘mile’, ‘delikatnie’), twjerdźe (‘twardo’), rjenje (‘ładnie’, ‘dobrze’), čisće (‘czysto’, ‘jasno’) itp. Sufiks -o dominuje po spółgłoskach miękkopodniebiennych: ćicho (‘cicho’), sucho, rědko (‘rzadko’), droho (‘drogo’), lochko (‘lekko’), šěroko (‘szeroko’) itp., rzadziej po spółgłoskach miękkopodniebiennych spotykany jest sufiks -e: hłuboce (paralelnie z hłuboko) (‘głęboko’), wusce (paralelnie z wusko) (‘wąsko’, ‘ciasno’), słódce (paralelnie ze słódko) (‘słodko’) itp. W odróżnieniu od form na -e formy na -o mogą pełnić funkcję orzecznika.
Pewne przysłówki mogą być stopniowane i tworzyć stopień wyższy (komparatiw) oraz najwyższy (superlatiw). Stopień wyższy tworzony jest zazwyczaj poprzez dodanie do tematu sufiksu -(i)šo/-(y)šo: słabje – słabšo, sylnje – sylnišo. Od przysłówków zakończonych na -ko i -sko formy stopnia wyższego tworzone są za pomocą sufiksów -e oraz -šo: blisko – bliže/blišo, hłuboko – hłubje/hłubšo. Formy na -e mają zabarwienie archaiczne. Szereg przysłówków tworzy stopień wyższy w sposób supletywny: derje – lěpje, zlě – hórje, dołho – dlěje, mało – mjenje, wjele/mnoho – wjace. Stopień najwyższy tworzony jest poprzez dołączenie do formy stopnia wyższego prefiksu naj-: słabšo – najsłabšo, sylnišo – najsylnišo.

#### Czasownik
Język górnołużycki charakteryzuje się takimi kategoriami czasownika (werb, słowjeso), jak czas (tempus, čas), tryb, aspekt (aspekt, wid), strona, osoba (wosoba), liczba oraz rodzaj. W ramach kategorii czasu oprócz form czasu teraźniejszego i przyszłego, funkcjonują formy kilku czasów przeszłych: perfectum, syntetyczne praeteritum, plusquamperfectum oraz iteratywne praeteritum. Praeteritum jest historycznym czasem przeszłym, używanym do relacjonowania. Plusquamperfectum używany jest do opisania czynności przeszłej, która poprzedzała jakiś inny moment w przeszłości. Iteratywne praeteritum zakłada powtarzalność jakichś przeszłych czynności. W języku górnołużyckim funkcjonuje osobliwa realizacja aspektu dokonanego oraz niedokonanego, a także, jak i w wielu językach słowiańskich, takie kategorie, jak strona czynna i bierna, trzy tryby: oznajmujący, rozkazujący i przypuszczający, formy 1., 2. i 3. osoby liczby pojedynczej, podwójnej i mnogiej; rodzaj gramatyczny realizuje się jedynie w niektórych formach czasownikowych.
W zależności od samogłoski tematu w formie czasu teraźniejszego (-e-, -i- oraz -a-) czasowniki w języku górnołużyckim dzielą się na trzy klasy koniugacyjne. Formy czasownikowe tworzone są od tematu bezokolicznika bądź czasu teraźniejszego, wyjątek stanowi niewielka liczba form praeteritum oraz form imiennych ze szczególnymi tematami. Przy formach osobowych czasownika odpowiadające im zaimki osobowe zazwyczaj są pomijane (używane są one jedynie w przypadku wyraźnego wskazania na osobę i liczbę). Przy zwracaniu się na „wy” do pojedynczej osoby forma osobowa czasownika w składzie form analitycznych używana jest w liczbie mnogiej, a komponenty imienne – w liczbie pojedynczej.

##### Czas teraźniejszy
Formy czasu teraźniejszego w języku górnołużyckim tworzone są syntetycznie. W czasownikach dokonanych mogą one wyrażać czynność powtarzającą się bądź dokonywaną w obecnym momencie, czasami wyrażają zakończoną czynność powtarzającą się regularnie oraz czynność w przyszłości, jeśli znaczenie to jest dodatkowo wyrażone przez środki leksykalne, jak również czynność w przeszłości (także w przypadku czasowników niedokonanych – tak zwany „czas teraźniejszy historyczny”).
Przykłady koniugacji czasowników njesć (‘nieść’) – koniugacja na „e”, warić (‘gotować’) – koniugacja na „i”, dźěłać (‘pracować’) – koniugacja na „a”:
| Osoba | Liczba pojedyncza | Liczba pojedyncza | Liczba pojedyncza | Liczba podwójna | Liczba podwójna | Liczba podwójna | Liczba mnoga  | Liczba mnoga | Liczba mnoga |
| Osoba | -e-               | -i-               | -a-               | -e-             | -i-             | -a-             | -e-           | -i-          | -a-          |
| ----- | ----------------- | ----------------- | ----------------- | --------------- | --------------- | --------------- | ------------- | ------------ | ------------ |
| 1.    | njesu             | warju             | dźěłam            | njesemoj        | warimoj         | dźěłamoj        | njesemy       | warimy       | dźěłamy      |
| 2.    | njeseš            | wariš             | dźěłaš            | njesetaj/-tej   | waritaj/-tej    | dźěłataj/-tej   | njeseće       | wariće       | dźěłaće      |
| 3.    | njese             | wari              | dźěła             | njesetaj/-tej   | waritaj/-tej    | dźěłataj/-tej   | njesu/njeseja | warja        | dźěłaja      |

Oprócz czasowników należących do opisanych wyżej trzech klas koniugacyjnych istnieją także tak zwane czasowniki nieregularne, które charakteryzują się szczególną odmianą. Są to np. takie czasowniki, jak być – ja sym; ty sy; wón, wone (wono), wona je; mój smój; wój staj/stej; wonaj/wonej staj/stej; my smy; wy sće; woni/wone su; měć (‘mieć’), chcyć (‘chcieć’), dać, hić (‘iść’), jěć (‘jechać’), jěsć (‘jeść’), směć (‘śmieć’), spać, wědźeć (‘wiedzieć’).

##### Czas przyszły
Z wyjątkiem tworzonych syntetycznie form czasu przyszłego czasowników być – budu, budźeš…, měć (‘mieć’) – změju, změješ…, czasowników ruchu – hić (‘iść’) – póńdu, póńdźeš…, njesć (‘nieść’) – ponjesu, ponjeseš…, lězć (‘leźć’, ‘pełzać’), wjezć (‘wieźć’), běžeć (‘biec’), ćahnyć (‘ciągnąć’) itd., wszystkie formy czasu przyszłego czasowników tworzone są analitycznie poprzez połączenie form osobowych czasownika posiłkowego być w czasie przyszłym (budu, budźeš, budźe itd.) oraz bezokolicznika odpowiedniego czasownika głównego. W języku literackim formy analityczne tworzone są tylko od czasowników niedokonanych – budu warić (‘będę gotować’), w języku potocznym możliwe jest tworzenie form analitycznych również od czasowników dokonanych – budu zwarić.
Koniugacja czasownika pić w czasie przyszłym:
| Osoba | Liczba pojedyncza | Liczba podwójna       | Liczba mnoga       |
| ----- | ----------------- | --------------------- | ------------------ |
| 1.    | budu pić          | budźemoj pić          | budźemy pić        |
| 2.    | budźeš pić        | budźetaj/budźetej pić | budźeće pić        |
| 3.    | budźe pić         | budźetaj/budźetej pić | budu/budź(ej)a pić |

##### Perfectum
Formy perfectum tworzone są za pomocą osobowych form czasownika być w czasie teraźniejszym oraz imiesłowu na -l- czasownika głównego. Perfectum oznacza czynność przeszłą i dokonaną, ale wciąż pozostającą w związku z teraźniejszością. Perfectum obligatoryjnie używane jest, gdy czynność wykonana została przed opisywaną sytuacją, w pozostałych przypadkach perfectum używane jest obok syntetycznego praeteritum. Perfectum może również wyrażać czynność, która zakończona zostanie w jakimś momencie w przyszłości.
Koniugacja czasownika dźěłać (‘pracować’) w perfectum:
| Osoba | Liczba pojedyncza  | Liczba podwójna    | Liczba mnoga    |
| ----- | ------------------ | ------------------ | --------------- |
| 1.    | sym dźěłał/-ła/-ło | smój dźěłałoj      | smy dźěłali/-łe |
| 2.    | sy dźěłał/-ła/-ło  | staj/stej dźěłałoj | sće dźěłali/-łe |
| 3.    | je dźěłał/-ła/-ło  | staj/stej dźěłałoj | su dźěłali/-łe  |

Szereg imiesłowów ma w temacie -d-, -t-, -s-, -st-, -k- oraz -h-: jědł ot jěsć (‘jeść’), mjetł od mjesć (‘zamiatać’), pasł od pasć (‘paść’), rostł от rosć (‘rosnąć’), pjekł od pjec (‘piec’), móhł od móс (‘móc’) itp. Od czasownika hić (‘iść’) imiesłowy tworzone są od innego tematu: šoł, šła, šłoj, šli, šłe.

##### Syntetyczne praeteritum
Formy syntetycznego praeteritum wyrażają czynność dokonaną w przeszłości, związek której z teraźniejszością nie jest już odczuwalny. W 2. i 3. osobie liczby pojedynczej czasowniki dokonane przyjmują końcówki starego aorystu, czasowniki niedokonane przyjmują końcówki imperfektu. Formy te mogą być tworzone od różnych podstaw – bezokolicznika, tematu czasu teraźniejszego oraz szczególnego tematu z formantem -(j)a. W języku potocznym często wykorzystywane są zamiast nich formy perfectum.
Przykłady koniugacji czasowników wuknyć (‘uczyć’) i nawuknyć (‘nauczyć’) w syntetycznym praeteritum:
| Osoba | Liczba pojedyncza   | Liczba podwójna                     | Liczba mnoga            |
| ----- | ------------------- | ----------------------------------- | ----------------------- |
| 1.    | wuknjech, nawuknych | wuknjechmoj, nawuknychmoj           | wuknjechmy, nawuknychmy |
| 2.    | wuknješe, nawukny   | wuknještaj/-štej, nawuknyštaj/-štej | wuknješe, nawuknyše     |
| 3.    | wuknješe, nawukny   | wuknještaj/-štej, nawuknyštaj/-štej | wuknjechu, nawuknychu   |

##### Plusquamperfectum
Plusquamperfectum (czas zaprzeszły) tworzony jest analitycznie za pomocą czasownika być w formie praeteritum oraz imiesłowu na -l- czasownika głównego, oznaczając zakończoną czynność, która poprzedzała jakąś inną sytuację w przeszłości.
Odmiana czasownika dźěłać (‘pracować’) w czasie zaprzeszłym:
| Osoba | Liczba pojedyncza     | Liczba podwójna      | Liczba mnoga       |
| ----- | --------------------- | -------------------- | ------------------ |
| 1.    | běch dźěłał/-ła/-ło   | běchmoj dźěłałoj     | běchmy dźěłali/-łe |
| 2.    | bě(še) dźěłał/-ła/-ło | běštaj/štej dźěłałoj | běšće dźěłali/-łe  |
| 3.    | bě(še) dźěłał/-ła/-ło | běštaj/štej dźěłałoj | běchu dźěłali/-łe  |

##### Iteratywne praeteritum
Formy iteratywnego praeteritum, wskazujące na powtarzalność wydarzeń w przeszłości, zbiegają się z formami trybu przypuszczającego.

##### Tryb przypuszczający
Formy czasownika w trybie przypuszczającym tworzone są przy pomocy form aorystu czasownika posiłkowego być oraz imiesłowu na -l- czasownika głównego. W potocznym języku górnołużyckim czasownik być w trybie przypuszczającym traci końcówki osobowe i jego forma by jest jednakowa dla wszystkich osób. Czasowniki modalne mogą tworzyć formy trybu przypuszczającego również bez osobowych form czasownika być.
Odmiana czasownika dźěłać (‘pracować’) w trybie przypuszczającym:
| Osoba | Liczba pojedyncza   | Liczba podwójna      | Liczba mnoga       |
| ----- | ------------------- | -------------------- | ------------------ |
| 1.    | bych dźěłał/-ła/-ło | bychmoj dźěłałoj     | bychmy dźěłali/-łe |
| 2.    | by dźěłał/-ła/-ło   | byštaj/štej dźěłałoj | byšće dźěłali/-łe  |
| 3.    | by dźěłał/-ła/-ło   | byštaj/štej dźěłałoj | bychu dźěłali/-łe  |

Niegdyś używane były także formy trybu przypuszczającego czasu przeszłego tworzone za pomocą czasownika być w imperfectum od tematu bud-: budźech, budźeše, budźechmoj, budźeštaj, budźeštej, budźechmy, budźešće, budźechu.

##### Tryb rozkazujący
Formy czasownika w trybie rozkazującym (imperativus) tworzone są od tematu czasu teraźniejszego.
Odmiana czasownika wzać (‘wziąć’) w trybie rozkazującym:
- wozmi (‘weź’) z końcówką -i po grupie spółgłosek; występuje również końcówka zerowa – kupuj (‘kup’, 2 os. l. poj.);
- wozmimoj, wozmitaj/-tej (1. i 2. osoba liczby podwójnej, w 2. osobie inaczej odmieniają się formy męskoosobowe – przyjmują w większości końcówkę -taj – a inaczej pozostałe czasowniki, które przyjmują końcówkę -tej);
- wozmimy, wozmiće (1. i 2. osoba liczby mnogiej)[171][184].

Przy tworzeniu form czasowników w trybie rozkazującym zachodzą wymiany spółgłosek tematu -d-, -t-, -k-, które przechodzą w -dź-, -ć-, -č-; spółgłoska -n- przechodzi w -ń-; -s- oraz -z- przechodzą w -š- oraz -ž-. Niektóre czasowniki tworzą formę trybu rozkazującego w sposób nieregularny: jěs (‘jedz’), daj (‘daj’) i inne. Formy trybu oznajmującego z partykułą njech służą jako odpowiednik nieistniejących w języku górnołużyckim form trybu rozkazującego dla 1. osoby liczby pojedynczej oraz dla 3 osoby we wszystkich liczbach.

##### Strona bierna
Formy strony biernej obejmują bierne konstrukcje zarówno z dopełnieniem bliższym, jak i dalszym. Formy z dopełnieniem bliższym istnieją tylko w czasie przeszłym; tworzone są one analitycznie za pomocą aorystycznych form czasownika być zbudowanych na specjalnym temacie bu (przyjmują końcówki jak przy tworzeniu trybu przypuszczającego) oraz imiesłowu na -n-/-t-.
Odmiana czasownika přeprosyć (‘zaprosić’) w trybie przypuszczającym:
| Osoba | Liczba pojedyncza     | Liczba podwójna             | Liczba mnoga          |
| ----- | --------------------- | --------------------------- | --------------------- |
| 1.    | buch přeprošeny/-a/-e | buchmoj přeprošenaj         | buchmy přeprošene/-ni |
| 2.    | bu přeprošeny/-a/-e   | buštaj/štej přeprošenaj/-ej | bušće přeprošene/-ni  |
| 3.    | bu přeprošeny/-a/-e   | buštaj/štej přeprošenaj/-ej | buchu přeprošene/-ni  |

Z formami strony biernej z dopełnieniem bliższym konkurują z jednej strony konstrukcje tychże imiesłowów na -n-/-t- z formami czasownika być w dowolnym czasie (również w czasie przeszłym – z formami utworzonymi od tematu bě-): běch přeprošeny (‘byłem zaproszony’), ale także sym přeprošeny (‘jestem zaproszony’), budu přeprošeny (‘będę zaproszony’), mające znaczenie stanu; z drugiej strony funkcjonują formy strony czynnej z partykułą zwrotną so, na przykład: z uniwersity Lwow na Ukrainje přeprosy so delegacija na ekskursiju do Łužicy (‘delegacja z Uniwersytetu Lwowskiego na Ukrainie została zaproszona na wycieczkę na Łużyce’). Pasywne bądź aktywne znaczenie takich form wynika z kontekstu.
Formy strony biernej z dopełnieniem dalszym tworzone są za pomocą form osobowych czasownika dóstać (‘dostać’), dóstawać (‘dostawać’) oraz imiesłowu czasownika głównego na -n-/-t-.
W języku potocznym strona bierna wyrażana jest za pomocą konstrukcji z zapożyczonym z języka niemieckiego czasownikiem wordować (‘stawać się’).

##### Aspekty czasownika
Obok czasowników w aspekcie dokonanym i niedokonanym, które stanowią czyste pary aspektowe, w języku górnołużyckim istnieją czasowniki jednoaspektowe oraz czasowniki, w których za pomocą jednego leksemu wyrażane jest znaczenie zarówno trybu dokonanego, jak i niedokonanego (dwuaspektowe). Pary aspektowe tworzone są na ogół za pomocą przedrostka bądź na drodze sufiksacji.
Większość czasowników nie posiadających przedrostka wyraża aspekt niedokonany: dźěłać (‘pracować’), warić (‘gotować’), słyšeć (‘słyszeć’) itd., aspekt niedokonany wyraża jedynie niewielka część tego typu czasowników. Od takich czasowników niedokonanych derywowane są za pomocą prefiksów czasowniki dokonane: rězać (‘rżnąć’) – zarězać (‘zarżnąć’), stajeć (‘stawiać’) – zestajeć (‘zestawić’) itp. Za pomocą sufiksów -owa-/-uj, -wa- bądź -a- (-ě-) od dokonanych czasowników prefiksalnych tworzony jest czasownik niedokonany, stanowiący ich parę aspektową: zapisać (‘zapisać’) – zapisować (‘zapisywać’), wubrać (‘wybrać’) – wuběrać (‘wybierać’) itd. Możliwa jest także wtórna prefiksacja: zabić (‘wbić’) – dozabić (‘dobić’).
W potocznym języku górnołużyckim, pod wpływem niemieckim, formy czasu teraźniejszego czasowników dokonanych mogą być używane w znaczeniu teraźniejszego czasu aktualnego, co jest niedopuszczalne w języku literackim.

##### Imiesłów
Język górnołużycki zna następujące rodzaje imiesłowów:
- Imiesłów czynny czasu teraźniejszego. Tworzony jest od krótkiego tematu czasu teraźniejszego za pomocą sufiksu -ac(y) lub od formy bezokolicznika za pomocą sufiksu -c(y), bądź, rzadziej, -uc(y): pisacy (‘piszący’), słyšacy (‘słyszący’) itp.
- Imiesłów przysłówkowy współczesny. Tworzony jest od krótkiego bądź rozszerzonego tematu czasu teraźniejszego czasowników niedokonanych za pomocą sufiksu -o, rzadziej -(i)cy, -ucy: njeso (‘prowadząc’), kopajo/kopajcy (‘kopiąc’) itp.
- Imiesłów bierny. Tworzony jest od tematu bezokolicznika bądź pełnego tematu czasu teraźniejszego za pomocą sufiksów -n(y) bądź -t(y): wuknjeny (‘badany’), nawuknjeny (‘zbadany’), wupity (‘wypity’) itp.
- Imiesłów przysłówkowy uprzedni. Tworzony jest od tematu bezokolicznika czasowników dokonanych za pomocą końcówki -wši bądź od tematu czasu teraźniejszego za pomocą końcówki -ši: rozkopawši (‘rozkopawszy’), zdźěławši (‘zrobiwszy’), zamjetši (‘zamiótłszy’) itp.

W potocznym języku górnołużyckim oraz w dialektach imiesłowy współczesne używane są bardzo rzadko bądź nie występują wcale. Imiesłowy przysłówkowe uprzednie nie są wykorzystywane w ogóle.

##### Bezokolicznik
Bezokolicznik w języku górnołużyckim tworzony jest za pomocą sufiksu -ć, wyjątek stanowią czasowniki z tematem na -k, -h: pjec (‘piec’), rjec (‘powiedzieć’), móс (‘móc’). Podobnie jak w przypadku innych języków słowiańskich forma supinum (która zachowała się w języku dolnołużyckim) w języku górnołużyckim została wyparta przez formę bezokolicznika.

##### Rzeczownik odprzymiotnikowy
Rzeczowniki odprzymiotnikowe tworzone są za pomocą sufiksu -(j)e od tematu imiesłowu na -n-/-t-: wuknjenje (‘uczenie’), słyšenje (‘słyszenie’).

#### Przyimki
Przyimki (prepozicije, předłóžki) w języku górnołużyckim dzielą się na pierwotne i wtórne:
- Przyimki pierwotne (prěnjotne, primarne) mają wyłącznie funkcję przyimkową: bjez, dla, do, k, mjez, na, nad, po, pod, podłu (‘wzdłuż’), pola (‘koło’, ‘obok’), porno (‘obok’, ‘w porównaniu z’), pře (‘przy’), před (‘przed’, ‘do’, ‘od’), při (‘przy’), spod, w, wo (‘o’), wob (‘poprzez’, ‘w ciągu’), wot (‘od’), z, za (‘za’, ‘zamiast’, ‘dla’ ‘do’, ‘w’ itd.), zeza (‘zza’);
- Przyimki wtórne (druhotne, sekundarne), powstały one ze słów pełnoznacznych i nie straciły jeszcze związku z tymi słowami: blisko (‘blizko’, ‘obok’), dale (‘za’), nimo (‘oprócz’, ‘pomimo’), niže (‘poniżej’), njedaloko (‘niedaleko’, ‘w pobliżu’), spody (‘pod’), srjedź (‘wśród’, ‘między’), wyše (‘wyżej’, ‘nad’, ‘ponad’), zady (‘za’), zboka (‘z boku’), zespody (‘z dołu’, ‘od spodu’)[192].

Przyimki pierwotne zakończone spółgłoską (w, z, k, bjez, přez, wot, nad, pod, mjez, před), mogą ulegać wokalizacji – wzbogacając się na końcu o samogłoskę -e (a przyimek mjez – o samogłoskę -y). Dzieje się tak jeśli następujące za przyimkiem słowo zaczyna się od grupy spółgłosek – ze wšeho (‘ze wszystkiego’), wote dnja (‘od dnia’) bądź jeśli dołączenie przyimka powoduje, że sąsiadują ze sobą dwie spółgłoski o podobnej artykulacji: we wodźe (‘w wodzie’), ke choremu (‘do chorego’, ‘ku choremu’).

#### Spójniki
Spójniki (wjazawki, konkunkcije) dzielą się ze względu na pełnioną funkcję na współrzędne (přirjadowace, koordinowace), które służą do łączenia wyrazów, związków wyrazowych bądź w stosunku współrzędnym, a także podrzędne (podrjadowace, subordinowace), służące do łączenia nierównoprawnych elementów. Do spójników współrzędnych zaliczane są:
- spójniki łączne: a, ani…ani;
- spójniki przeciwstawne: ale, pak (‘a’, ‘zaś’), drje…ale (‘choć… to’);
- spójniki rozłączne: abo (‘albo’), pak…pak (‘to… to’, ‘bądź… bądź’).

Spójnikami podrzędnymi są takie spójniki, jak zo (‘że’, ‘tak więc’, ‘dlatego że’), hdyž tola (‘jeśli (bowiem)’), doniž (‘zanim’, ‘dopóki’), hač (‘niż’, ‘aż’, ‘tak więc’), prjedy hač (‘zanim’), mjeztym zo (‘podczas gdy’), jako (‘jak’, ‘kiedy’), dokelž (‘ponieważ’, ‘albowiem’, ‘dlatego że’), přetož (‘ponieważ’, ‘albowiem’, ‘dlatego że’), jeli (‘jeśli’), jelizo (‘jeśli’), chibazo (‘chyba że’, ‘najwyżej’), hačrunje(ž) (‘choć’, ‘chociaż’), hačkuli(ž) (‘choć’, ‘chociaż’), runjež (‘choć’, ‘chociaż’), byrnjež (‘aczkolwiek’) itd.
Pod względem pochodzenia spójniki dzielą się na pierwotne (woprawdźite, primarne), nie występujące w roli części zdania, oraz wtórne (njewoprawdźite, sekunadrne) (łączą zdanie współrzędne i podrzędnę, będąc jednocześnie częścią zdania podrzędnego).

#### Partykuły
Analogicznie do przyimków i spójników, również i partykuły (časćicy, partikle) w języku górnołużyckim podzielić można na pierwotne i wtorne.
Pod względem funkcjonalnym partykuły dzielą się na słowotwórcze, formotwórcze oraz modalne.
F. Michałk dzieli partykuły języka górnołużyckiego na:
- wzmacniające (ha (‘-że’, ‘-ż’), da (‘-że’, ‘-ż’, ‘no’), pak (‘-że’, ‘-ż’), no (‘no’) itd.);
- modyfikujące semantykę (wjace (‘więcej’), hišće (‘jeszcze’), hižo (‘już’), hakle (‘ledwo’, ‘tylko’), jenož (‘tylko’), hač (‘czy’, ‘-li’), da (-że, -ż), wšak (‘jednak’, ‘przecież’, ‘mimo wszystko’), nic (‘nie’, ‘czy nie’) itd.);
- gramatyczne
  - tworząca czasowniki zwrotne partykuła so (‘się’);
  - przecząca partykuła -nje (‘nie’)
  - partykuła pytająca -li (‘jeśli nie… to’, ‘czy’)
- wyrazy służące udzielaniu odpowiedzi przeczącej – ně (‘nie’), bądź twierdzącej – haj (‘tak’)[195].

#### Wykrzykniki
Wykrzykniki (interjekcije, wukřičniki) dzielą się w języku górnołużyckim na:
- ekspresywne (začućowe), służące wyrażaniu emocji: a (‘a’), aha, ach (‘ach’, ‘och’), aj (‘aj’, ‘oj’), aw (‘aj’, ‘oj’), fuj, hehe, jej;
- apelatywne (wolowe, apelowe), wyrażające wolę bądź pragnienie i służące zwróceniu uwagi odbiorcy: hop, pst, hej;
- dźwiękonaśladowcze (zwukinapodobnjowace, onomatopetiske), imitujące dźwięki przyrody: bac, buc, bim, bom, buch, gigagak, kikeriki[195][199].

### Składnia
Składnia języka górnołużyckiego cechuje się następującymi osobliwościami:
- Cechą charakterystyczną języka górnołużyckiego, która odróżnia go od większości pozostałych języków słowiańskich, jest szyk wyrazów w zdaniu: „podmiot” – „dopełnienie” – „orzeczenie” (SOV): Naš dźěd drjewo kała (dosłownie ‘Nasz dziadek drzewo rąbie’); Ludźo so wjelkow boja (dosłownie ‘Ludzie się wilków boją’). Jeśli zdanie zawiera orzeczenie imienne, to czasownik łącznikowy umiejscowiony jest za podmiotem, a część imienna – na końcu zdania: Dobru chwilu bě hišće jich hołk a dźiwi spěw słyšeć, gdzie bě to czasownik posiłkowy, a słyšeć – część imienna (dosłownie ‘Dobrą chwilę był jeszcze ich dziki śpiew i szum słyszalny’).
- Używanie – podobnie jak w języku polskim, ale inaczej niż np. w rosyjskim – czasownika łącznikowego w zdaniach z orzeczeniem imiennym: Nan je doma (‘Ojciec jest w domu’); Ja sym strowy (‘Jestem zdrowy’).
- Na drugim miejscu w zdaniu (po pierwszym akcentowanym słowie lub związku wyrazowym) często znajdują się krótkie formy zaimków zwrotnych i osobowych: mje, mi, će, ći, jón, je, ju, so, sej, a także niektóre spójniki i partykuły: drje (‘czyż’, ‘czyżby’), pak (‘-że’, -ż’), wšak (‘wszak’, ‘przecież’) i inne: Hač drje waša mać bórze přińdźe? (‘Czyż wasza matka szybko przyjdzie?’). Drugie miejsce w zdaniu może zajmować również partykuła zwrotna so (‘się’), przy tym czasownik główny zajmuje ostatnie miejsce w zdaniu: Ja so přez tón dar wjeselu (dosłownie ‘Ja się z tego prezentu cieszę’). Partykuła zwrotna może znajdować się także od razu po czasowniku głównym: Ja wjeselu so přez tón dar (‘Ja cieszę się z tego prezentu’).
- Przy przekształceniu przydawki, składającej się z rzeczownika w dopełniaczu liczby pojedynczej i uzgodnionego z nim przymiotnika bądź zaimka dzierżawczego, który znajduje się po określanym rzeczowniku (Dźěći mojeho bratra – ‘Dzieci mojego brata’; Drasta stareje žony – ‘Strój starej kobiety’), na przydawkę, znajdującą się przed określanym rzeczownikiem, rzeczownik w dopełniaczu przekształca się w przymiotnik dzierżawczy z sufiksami -owy-/-iny-, który w języku polskim jest archaizmem fleksyjnym (Mojeho bratrowe dźěći – dosłownie ‘Mojego bratowe dzieci’). Przymiotniki dzierżawcze z sufiksami -owy-/-iny- we współczesnej gramatyce górnołużyckiej G. Faski wyodrębniane są jako oddzielna część mowy – possessivus.
- Orzecznik orzeczenia imiennego, wyrażony rzeczownikiem w dopełniaczu spotykany jest bardzo rzadko; część imienna nigdy nie ma formy dopełniacza, jeśli wyrażona jest przymiotnikiem: Wowka so wróći strowa (‘Babcia wróciła zdrowa’).
- Rozpowszechnienie konstrukcji z rzeczownikiem w bierniku i bezokolicznikiem: Wutrobu čuješe spěšnje kłapać (‘Czuł, jak szybko bije serce’, dosłownie ‘Serce czuł szybko bić’). Czasowniki stać, ležeć, sedźeć, spać, tčeć (‘znajdować się’, ‘tkwić’) w podobnych konstrukcjach (biernik plus dopełniacz) nie występują, zamiast bezokolicznika występuje w tym przypadku imiesłów przysłówkowy czynny.
- Przy negacji formy dopełniacza używane są bardzo rzadko, w potocznym języku górnołużyckim zazwyczaj po partykule ani: Ani slowa wón njepraji (‘Nie mówił ani słowa’). Przy negacji czasownika łącznikowego używane są formy w mianowniku: Wón tu njeje (‘Jego tu nie ma’, dosłownie ‘On tu nie jest’).
- Jeśli w charakterze przydawki rzeczownikowi towarzyszą dwa lub więcej przymiotników, to rzeczownik używany jest w formie mianownika (podobnie jak w języku polskim, a inaczej niż na przykład w rosyjskim): Serbski a ruski lud (‘Naród serbołużycki i rosyjski’).
- Nazwiska w formie possessivus występują przed określanym słowem: Markec swójba.
- Przy zmianie przydawki stojącej za określanym słowem (Wuměnjenja, přijomne za nas – dosłownie ‘Warunki wygodne dla nas’), na przydawkę, stojącą przed słowem określanym, zmienia się kolejność słów wewnątrz grupy przydawkowej (Za nas přijomne wuměnjenja – ‘Dla nas wygodne warunki’).
- Zaimki względne kotryž, kotrež, kotraž (‘który’, ‘które’, ‘która’) w dopełniaczu stoją przed określanym rzeczownikiem: To je ta stwa, kotrejež wokna do zahrodki hladaja (dosłownie ‘To jest ten pokój, którego okna na ogród wychodzą’).

### Leksyka
Rezultatem długich kontaktów z językiem niemieckim (trwających przez tysiąc lat) było włączenie do języka górnołużyckiego dużej liczby germanizmów, przy czym w formach dialektalnych ich liczba jest wyższa niż w języku literackim. Jednocześnie zasadnicza warstwa leksykalna języka górnołużyckiego zachowała charakter słowiański (Hans Bielfeldt naliczył wśród najbardziej rozpowszechnionych zapożyczeń nie więcej niż 2000 słów pochodzących z języka niemieckiego). W języku literackim oprócz bezpośrednich zapożyczeń istnieją także kalki słów niemieckich – ćah (‘pociąg’) < niem. Zug, stawizny (‘historia’) < niem. Geschichte, wócny kraj (‘ojczyzna’) < niem. Vaterland itd. Pewna liczba germanizmów znacznie różni się od słów współcześnie używanych w języku niemieckim, ponieważ w skład języka górnołużyckiego włączona została dosyć wcześnie, na przykład czasownik cwiblować (‘wątpić’) został zapożyczony ze średnio-wysoko-niemieckiego zwivelen, które różni się od współczesnego niemieckiego słowa zweifeln, które zmieniło swoją budowę po dyftongizacji nowowysokoniemieckiej. W języku górnołużyckim funkcjonują również zapożyczenia z innych języków, przede wszystkim z języka czeskiego (strój (‘maszyna’) < czes. stroj, basnik (‘poeta’) < czes. básník, dźiwadło (‘teatr’) < czes. divadlo, hudźba (‘muzyka’) < czes. hudba itd.), jednak ich funkcjonowanie jest z reguły ograniczone tylko do języka literackiego.
Przykłady różnic leksycznych między językiem potocznym a literackim:
|             | Język potoczny | Język literacki | Język niemiecki |
| ----------- | -------------- | --------------- | --------------- |
| ‘okulary’   | bryla, brle    | nawoči          | Brille          |
| ‘tysiąc’    | tawzynt        | tysac           | Tausend         |
| ‘stać się’  | wordować       | stać so         | werden          |
| ‘zegarek’   | zejger         | časnik          | Seiger          |
| ‘fotel’     | zesl           | křesło          | Sessel          |
| ‘pieniądze’ | fenki          | pjenjezy        | Pfennige        |

## Historia studiów nad językiem

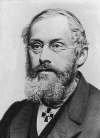
Jan Arnošt Smoler (1816–1884) – jeden z twórców sorabistyki

Pierwsze gramatyki języka górnołużyckiego pojawiły się w XVII wieku. Najstarszą z nich jest Rudimenta grammaticae Sorabo-Vandalicae idiomatis Budiddinatis, napisana przed 1673 rokiem (autor – Georgius Ludovici). W 1679 roku w Pradze wydano gramatykę Principia linguae wendicae quam aliqui wandalicam vocant Jakuba Ticina, który posługiwał się dialektem kułowskim języka górnołużyckiego. W 1689 wydrukowano księgę Bierlinga Didascalia seu Orthographia Vandalica, w której zawarto projekt ortografii dla zapisu dialektu budziszyńskiego. W 1721 ukazał się pierwszy słownik języka górnołużyckiego – Vocabularium Latino-Serbicum Jurija Hawštyna Swětlika. Jednym z pierwszych badaczy języka górnołużyckiego był Karl Gottlob Anton, który opublikował w 1783 księgę Erste Linie eines Versuches über die alten Slaven Ursprung, Sitten, Gebräuche, Meinungen, und Kenntnisse. K.G. Anton był inicjatorem stworzenia w 1779 w Görlitz „Górnołużyckiego Towarzystwa Naukowego”, członkami którego stali się niemieccy oraz serbołużyccy uczeni, jak również przedstawiciele innych narodowości. Jednym z kierunków działalności towarzystwa były zagadnienia językowe.
W 1830 ukazała się drukiem gramatyka Handrija Zejlera, a w 1841 – J.P. Jordana. W 1853 ukazała się gramatyka dialektu katolickiego autorstwa Franza Schneidera (Grammatik der wendischen Sprache katolischen Dialekts).

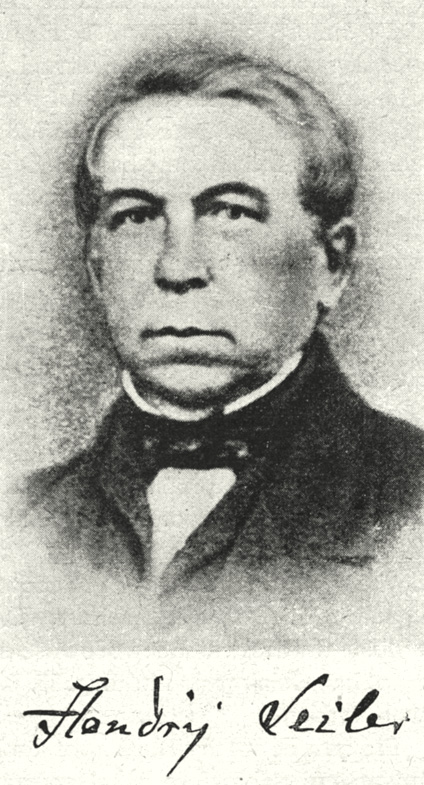
Handrij Zejler (1804–1872) – autor gramatyki języka górnołużyckiego z 1830 roku

Twórcą łużyckiego językoznawstwa nazywany jest Jan Arnošt Smoler. Oprócz niego znaczny wkład w badania nad językiem górnołużyckim wnieśli w XIX wieku również między innymi Jan Pětr Jordan, Křesćan Bohuwěr Pful, Michał Hórnik.
Spośród wielkich językoznawców rosyjskich jako pierwszy zainteresowanie językami łużyckimi wykazał Izmaił Sriezniewski, który spędził w Łużycach półtora miesiąca w 1840 roku. Uczony zaczął nawet pod kierunkiem J.A. Smolera sporządzać słownik etymologiczny języka górnołużyckiego. Później jednak Sriezniewskij skupił się na badaniach nad językiem staroruskim i porzucił zainteresowanie sorabistyką. Jewgienij Nowikow pod kierunkiem Osipa Bodianskiego obronił pracę magisterską pod tytułem „O ważniejszych osobliwostiach łużyckich nareczij” (opublikowana w 1849). Językami łużyckimi interesowali się również inni uczniowie O.M. Bodianskiego – Aleksandr Hilferding i A.A. Koczubinskij, którzy nie pozostawili po sobie jednak istotnych badań na ten temat. Język górnołużycki badał również w opisywanym okresie rosyjski uczony I.I. Prejs.
W pierwszej połowie XX wieku prace dotyczące języka górnołużyckiego publikowali tacy uczeni radzieccy i rosyjscy, jak Grigorij Iljinskij i Afanasij Sieliszczew, do znanych badaczy języka górnołużyckiego w ZSRR należy także K.K. Trofimowicz (twórca „Słownika górnołużycko-rosyjskiego” z 1974 roku), M.I. Jermakowa, A.J. Suprun i inni.
Do najważniejszych współczesnych językoznawców serbołużyckich należą między innymi F. Michałk, H. Schuster-Šewc, H. Faska.
W latach 1978–1989 został opublikowany dwudziestoczterotomowy słownik H. Schustera-Šewca pt. „Historisch-etymologisches Wörterbuch der ober- und niedersorbischen Sprache”. Słownik został wysoko oceniony przez O. Trubaczowa.
Sorabistyka jest jedną ze specjalności na Uniwersytecie w Lipsku oraz na Uniwersytecie Karola w Pradze.

### Przykład tekstu
Jakub Bart-Ćišinski „Serbskej zemi”
| Oryginał | Tłumaczenie |
| --- | --- |
| O zemja serbska! twoju nož chcu chwalić rolu, chcu chroble sławić twoje městna starodawne a wožiwjować twojich synow mjena sławne, njech wutroba tež rozkoći so z dźiwjej bolu. O zemja serbska! z kuzłom swojim moju wolu bróń, zo bych wotkrył starych časow slědy krwawne a słyšał, kak so z njebjes woła myto sprawne na cuzu złósć přez twoje hory, hona, holu. O zemja serbska! chwalić twoje płódne hona chcu, hory módre, spěwow cunjozrudne hrona a sławić ćichu nadobnosć chcu twojoh’ ludu. O zemja serbska! nihdy tebje njezabudu! Twój wobraz widźu w myslenju a wosrjedź sona mi twoje mjeno klinci kaž zwuk jasnoh’ zwona. | O ziemio serbska! Twoje tylko chcę chwalić pola chcę śmiało sławić twoje miejsca starodawne i ożywiać sławne imiona twoich synów, nawet jeśli serce pęknie od dzikiego bólu. O ziemio serbska! Czarem swoim uzbrój moją wolę, abym odkrył krwawe ślady starych czasów i słyszał jak z niebios woła uczciwa nagroda na cudzą złość przez twoje góry, pola, las. O serbska ziemio! Chwalić chcę twoje żyzne pola, błękitne góry, smutne takty pieśni i sławić narodu twego cichą szlachetność. O serbska ziemio! Nigdy o tobie nie zapomnę, twój obraz widzę w myślach i pośród snu, twoje imię brzmi dla mnie jak dźwięk czystego dzwonu. |